# Anton Graff

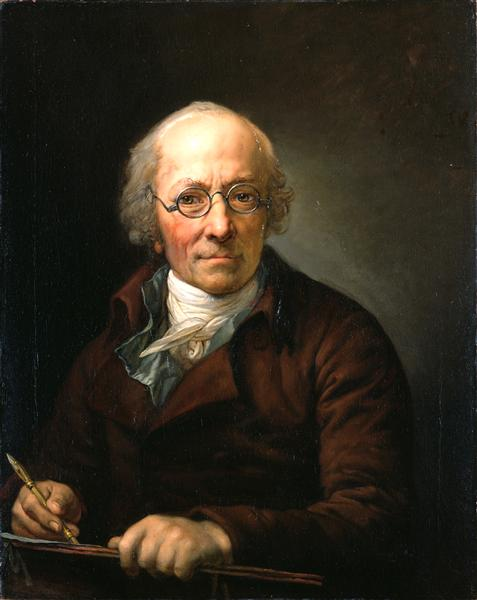
Anton Graff, Selbstporträt, 1805/1806, Gemäldegalerie Alte Meister, Dresden

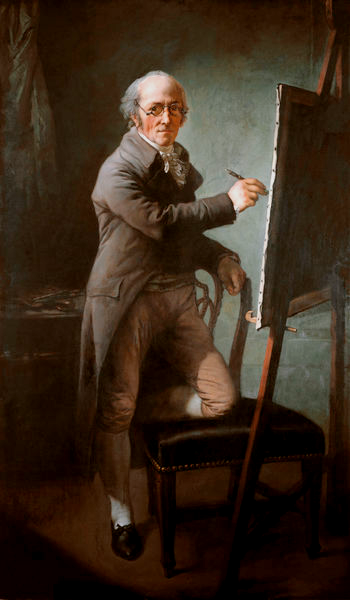
Anton Graff, Selbstporträt (1809)

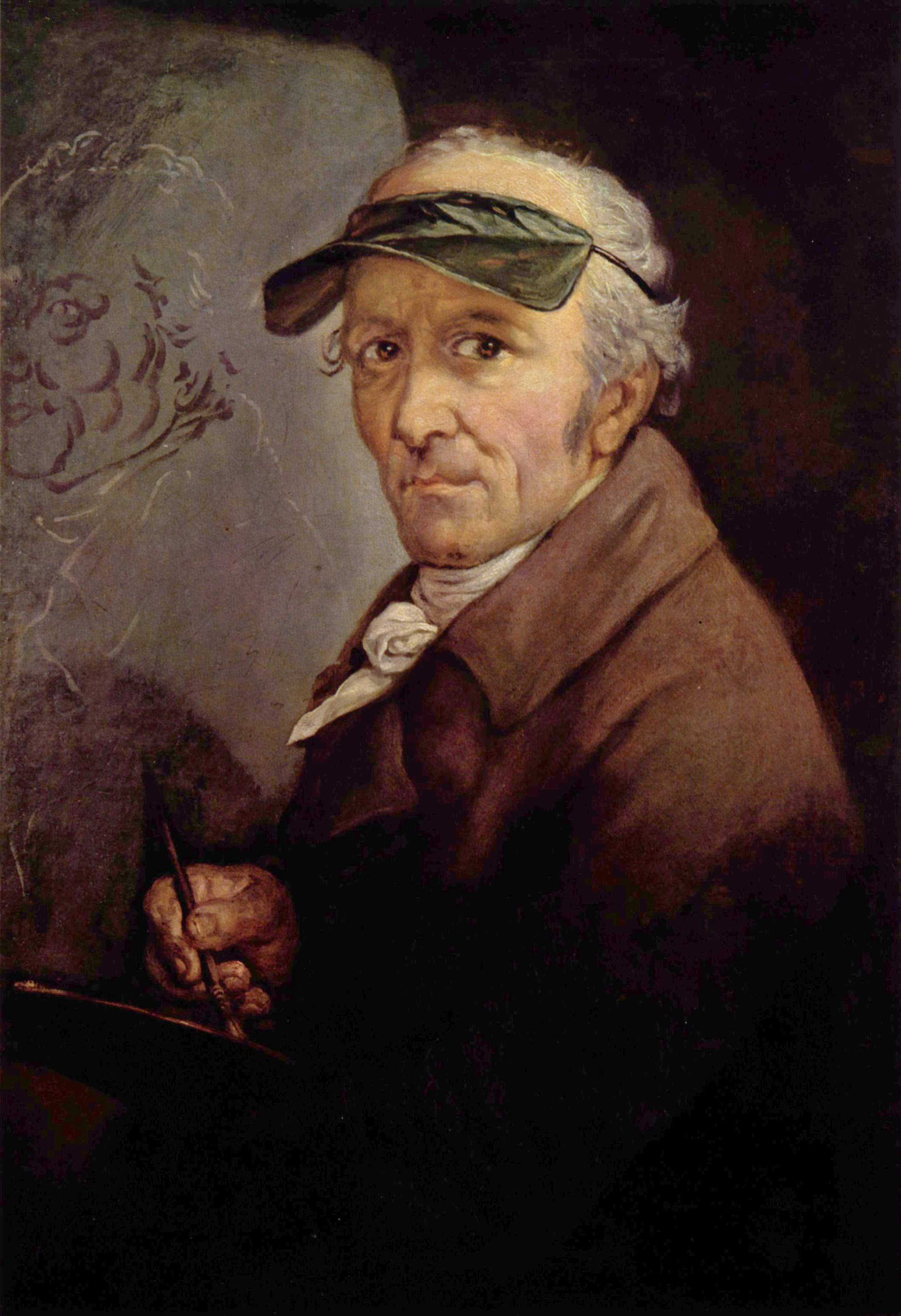
Letztes Selbstporträt mit dem grünen Augenschirm (1813)

Anton Graff (* 18. November 1736 in Winterthur (Schweiz); † 22. Juni 1813 in Dresden (Königreich Sachsen)) war ein Schweizer Maler des Klassizismus. Mit seiner Bildauffassung war Graff einer der bedeutendsten Porträtmaler seiner Epoche. Er verstand in seinen Bildnissen, über die äußere Ähnlichkeit hinaus, den Charakter eines Menschen präzise zu erfassen. Im ausgehenden 18. Jahrhundert wurde er so zum eigentlichen Schöpfer des bürgerlichen Frauen- und Männerporträts in Deutschland und zugleich zum bevorzugten Porträtmaler deutschsprachiger Dichter und Denker zwischen Aufklärung, Weimarer Klassik und Frühromantik.
Anton Graff hinterließ der Nachwelt eine herausragende Übersicht über die Persönlichkeiten seiner Zeit, in der es kaum einen großen Fürsten, Staatsmann, General, Gelehrten, Dichter, Künstler oder Kaufmann in Deutschland gab, der sich nicht von ihm porträtieren ließ. Graffs Porträts stellen somit Geschichtsdokumente dar. Schon zu Lebzeiten wurde Anton Graff und seinem Werk viel Lob und Anerkennung entgegengebracht.

## Die Familie Graf(f)

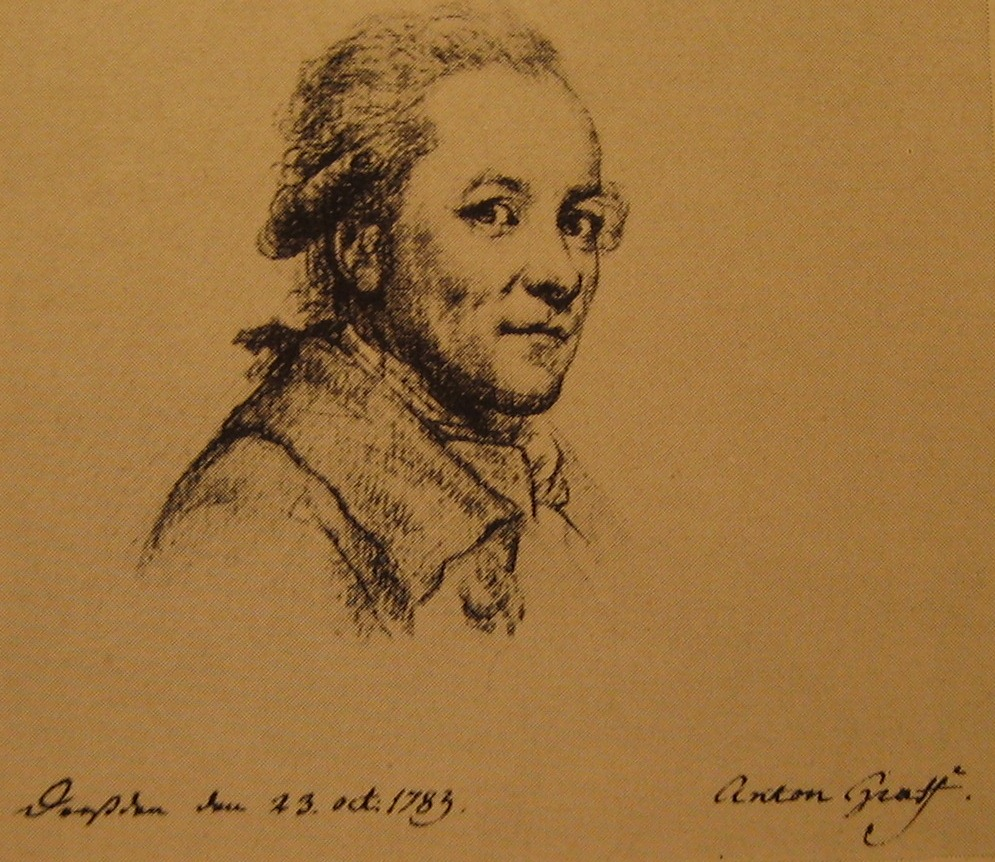
Selbstporträt (Kreidezeichnung) mit Unterschrift

Anton Graff wurde als siebtes von insgesamt neun Kindern der seit 1727 verheirateten reformierten Eheleute Hans Ulrich (* 1701) und Barbara Graf(f), geb. Boller aus Zürich, im Haus an der Untertorgasse 8 in Winterthur geboren.
Zwei Tage nach seiner Geburt wurde Graff am 20. November 1736 auf den Namen Antoni getauft, den schon sein am 8. November 1733 geborener und im Jahr darauf verstorbener älterer Bruder erhalten hatte. Graff nannte sich selbst jedoch immer Anton und auch sein Umfeld bezeichnete ihn stets so.
Zeittypisch variierte die Schreibweise des Familiennamens mit einem einfachen oder doppelten „f“. Bezeichnete Anton Graff seine Bilder, was eher selten der Fall war, so tat er dies meist mit A(.) Graff pinx(.) und der entsprechenden Jahreszahl unten rechts oder rückseitig. In einzelnen Fällen fügte er noch eine Ortsangabe hinzu. Im Jahre 1770 erschien Johann Caspar Füesslis Publikation Geschichte der besten Künstler in der Schweiz nebst ihren Bildnissen, in dessen drittem Teil Füessli für Graff die Schreibweise mit einfachem „f“ verwendete.

## Kindheit und Ausbildung in der Schweiz
Graffs Familie hatte im Jahre 1350 in Winterthur das Bürgerrecht erlangt und gliederte sich seit dem späten 17. Jahrhundert in zwei Zweige. In dem einen Zweig war das Amt der Waagmeister, in dem anderen, welchem Anton Graff entsprang, das Geschäft der Zinngießer erblich. Wäre es nach seinem Vater, ebenfalls Zinngießer, gegangen, so hätte Anton Graff ebenfalls diesen Beruf erlernt. Graff war kein Musterschüler und entsprechend wenig beliebt bei seinen Lehrern. Er heckte mit seinen Kameraden Streiche aus und anstatt dem Schulunterricht zu folgen, zeichnete er lieber. Wenn er kein Papier mehr zum Zeichnen hatte, mussten seine ledernen Hosen dafür herhalten. Dank der Fürsprache des Pfarrers Johann Jacob Wirz (1694–1773) aus Rickenbach bei seinem Vater durfte Graff von Ostern 1753 bis 1756 die 1752 von Johann Ulrich Schellenberg gegründete Zeichenschule in Winterthur besuchen. Mit dessen Sohn Johann Rudolf Schellenberg freundete sich Graff an. Sie übten gemeinsam, wozu ihnen Schellenbergs große Sammlung an Gemälden, Handzeichnungen und Gipsmodellen, die er von seinem Schwiegervater Johann Rudolf Huber geerbt hatte, reichlich Anschauungsmaterial bot. Aus dieser Zeit stammen einige Porträts, darunter ein Selbstporträt sowie die Porträts seines Vaters (bezeichnet: „Anton Graff/Winterthur 1755“), seines jüngeren Bruders Hans Rudolf und seines Schwagers, des Zimmermeisters Johannes Vögeli.
Nach dem Abschluss des ersten Lehrjahres konnte sich Anton Graff für einen bestimmten Zweig der Malerei entscheiden, die Landschaftsmalerei oder die Porträtmalerei. Letztere schien Graff aus finanzieller Sicht ratsamer, um eine sichere Einkommensquelle zu erlangen. Er wusste von Johann Ludwig Aberli, dass dieser, wenn er wenig Geld hatte, zur Porträtmalerei Zuflucht nahm.
Graff wurde zum Lieblingsschüler des ihm freundschaftlich verbundenen Johann Ulrich Schellenberg. Künstlerisch war Graff seinem Lehrer schon bald überlegen, was dieser auch erkannte. Schellenberg half Graff nach dessen Lehrzeit mit Empfehlungen an seine Malerkollegen. Seinem Lehrer verdankte Graff vor allem Gewissenhaftigkeit im Handwerklichen und den „wahren ungeheuchelten Enthusiasmus für die Kunst“.

## Studien- und Wanderjahre

### Augsburg

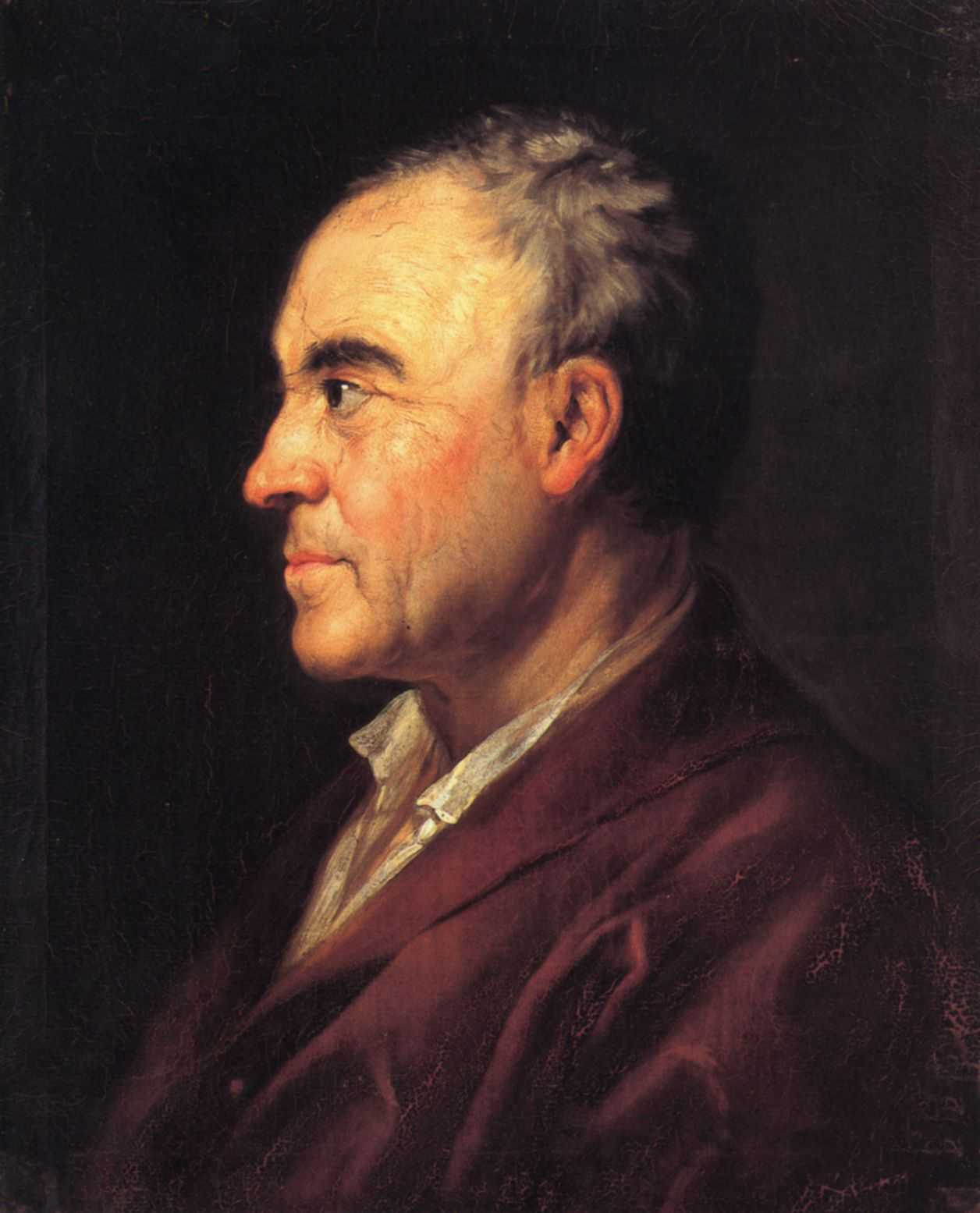
Anton Graffs Schwiegervater Johann Georg Sulzer (1774). Das Porträt entstand im Auftrag von Johann Wilhelm Ludwig Gleim, der es jedoch erst 1782 erhielt.

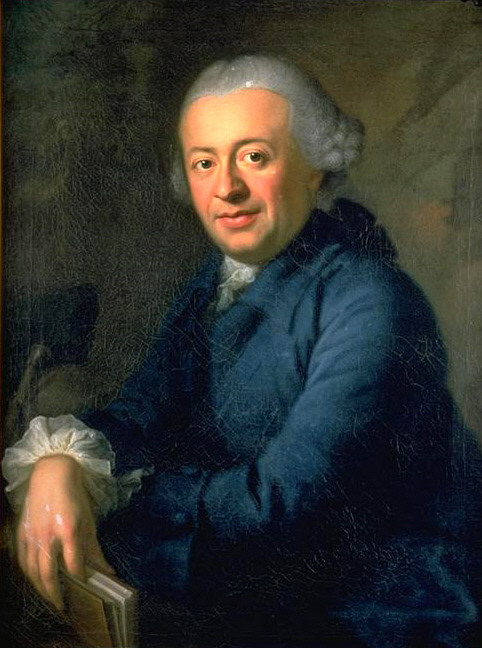
Bildnis Salomon Gessner, 1765–1766, Inventarnummer GKS459, Depositum der Gottfried Keller-Stiftung im Landesmuseum Zürich

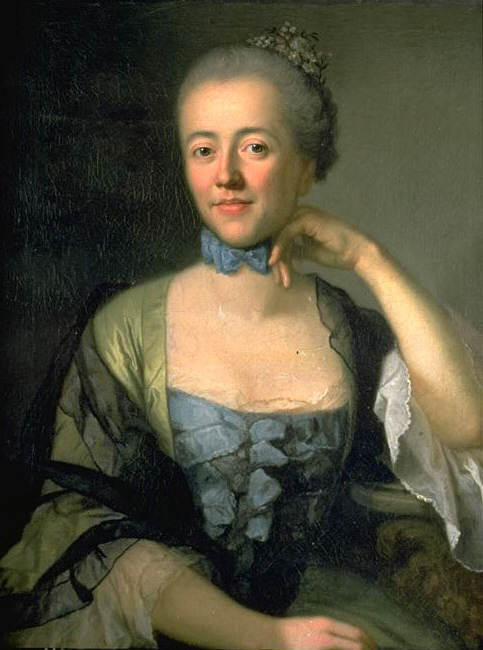
Judith Gessner-Heidegger (1765/66). Ehefrau von Salomon Gessner und Schwester des Verlegers Johann Heinrich Heidegger

Nach seiner Ausbildung in Winterthur wechselte Graff 1756 auf Empfehlung seines Lehrers Schellenberg zum Radierer Johann Jacob Haid nach Augsburg, der ihm zwar keine Anstellung verschaffen konnte, jedoch meinte, „dass wenn sich Graff getraue auf seine eigene Faust nach Augsburg zu kommen, so wolle er ihm mit Rath und That beystehen“. Haid gewährte Graff Wohnung und Kost, machte ihn mit seinen Künstlerfreunden bekannt und vermittelte ihm Aufträge. Durch ihn lernte Graff dessen ehemaligen Lehrer Johann Elias Ridinger kennen, mit dem er einen regelmäßigen Kontakt pflegte. Dort malte Graff auch das Porträt seines Landsmannes und Freundes Christian von Mechel, der zu dieser Zeit im Atelier des Kupferstechers Johann Georg Pintz (1697–1767) seine technische Ausbildung absolvierte.
Es kam Graffs Begabung entgegen, dass in Augsburg die Nachfrage nach guten Porträtisten groß war. Graffs Kunst erfreute sich großer Beliebtheit bei seinen Kunden. Dennoch musste er Augsburg nach einjährigem Aufenthalt wieder verlassen, weil einige der dort ansässigen Meister der Malerzunft klagten, „dass ihnen der junge Fremde Eintrag thue, und verlangten, dass er, nach wohlhergebrachten Statuten, die die Kunst zum Handwerk erniedrigten, seiner Beschäftigung entsagen oder die Stadt räumen müsse“.

### Ansbach
Dank Haids Fürsprache wurde der Hofmaler Johann Leonhard Schneider (1716–1768) in Ansbach ab 1757 Graffs neuer Meister. Über ihn berichtete Graff in seiner 1778 verfassten Autobiographie: „Seine Portraits hatten viel Gutes, flüchtig gemalt aber ähnlich. Da er sehr geschwind und wohlfeil malte, so hatte er an diesem Hofe viel zu thun und musste Gesellen halten. Ich war ihm sehr nützlich, musste copieren und andere unbedeutende Dinge, wobei nichts zu lernen war, machen. Es war eben damals die Zeit des Siebenjährigen Krieges und ein Jeder wollte das Portrait des Königs von Preußen haben. Des Königs Schwester, die verwitwete Markgräfin Friederike Luise, hatte ein Portrait des Königs, das in Berlin gemalt worden war. Dieses Bild musste ich nun oft copieren und ich machte alle Tage eins fertig. Um in der Kunst weiter zu kommen hatte ich freilich keine Gelegenheit; immer schlechte Copien machen ist nicht der rechte Weg. Ich sah es wohl ein und ich wäre nicht so lange geblieben, wenn mir nicht das Leben in diesem Hause wohl gefallen hätte. Schneider und seine Familie waren angenehm, allein so viel Geld er auch verdiente, so kam er doch in Schulden, so dass er sein Leben im Zuchthaus beschließen musste.“
Dennoch konnte Graff in Ansbach hinsichtlich seiner künstlerischen Entwicklung profitieren. Johann Caspar Füessli meinte: „Graff musste zwar die meiste Zeit mit Copieren zubringen; allein er verlor dabey nichts. Es brachte ihm einen fertigen Pinsel und eine leichte und schöne Behandlung in der Draperie, Spitzen und anderen zu einem Bildnis dienenden Umständen zuwegen.“
Zum Studium von Gemälden reiste Graff oft nach München, wo er mit großem Interesse die Sammlungen in der Schleißheimer Galerie studierte. Dort lernte er im Frühjahr 1763 in Begleitung von Johann Jacob Haid den bayerischen Hofmaler George Desmarées persönlich kennen und schätzen, dessen Werke, geprägt von niederländischem Realismus, venezianischem Kolorit und französischer Kontenance, Graff wegen ihrer schimmernden Weichheit und lichtdurchfluteten Farbigkeit anzogen.
Neben Desmarées beeinflussten sowohl Antoine Pesne, dessen Fridericus-Porträt er viele Male kopierte, als auch Johann Kupetzky und Hyacinthe Rigaud den jungen Porträtisten entscheidend. Pesne verdankte er die elegante Sicherheit und noble Zurückhaltung in Kolorit und Bildaufbau, Kupetzky die Intensität in der Wiedergabe der realen ungeschminkten Persönlichkeit. Über die beiden von Kupetzky gemalten Familien-Gemälde im Schloss von Bayreuth, welche er Ende März 1766 von Augsburg herkommend auf seiner Durchreise nach Dresden besichtigt hatte, urteilte Graff: „In den zwey Familien-Gemählden von Kupetzky herrscht die würkliche Natur, nichts gemahltes, das Leben selbst; alle anderen Gemählde, die man nachher ansieht, werden dadurch matt und flach.“ In Konfrontation mit solchen Werken gewann Graff den entscheidenden Ausgangspunkt für sein weiteres Schaffen.
Zwei Tage bevor Markgraf Karl Alexander von Brandenburg-Ansbach im Februar 1759 Graffs Meister Johann Leonhard Schneider in Ansbach wegen seiner nicht beglichenen Schulden ins Gefängnis werfen ließ, erhielt Graff einen Brief von Johann Jacob Haid mit dem Angebot, wieder zu ihm nach Augsburg zu kommen, weil seine hauptsächlichen Gegner gestorben seien, welches Graff akzeptierte.

### Augsburg und Regensburg
In Augsburg malte er zuerst ein Porträt des jungen Johann Friedrich Bause, der ebenfalls bei Haid arbeitete. Graff und Bause verband ab diesem Zeitpunkt eine lebenslange berufliche und private Freundschaft. Im März 1764 begegnete Graff in Augsburg zum ersten Mal seinem künftigen Schwiegervater Johann Georg Sulzer auf dessen Durchreise von der Schweiz nach Berlin. Er war in Begleitung von Johann Caspar Lavater, Felix Hess, Johann Caspar Füessli und Christoph Jezler, welcher bei seinem Landsmann Leonhard Euler seine Studien fortsetzen wollte. Graff erklärte sich bereit, Sulzer und seinen Begleitern die Sehenswürdigkeiten von Augsburg zu zeigen, woraufhin Sulzer Graff einlud, ihn einmal in Berlin zu besuchen.
Im August 1764 wechselte Graff nach Regensburg, wo er neben den in Mode gekommenen Miniaturmalereien auch einige großformatige Bilder für das schwedische, russische und preußische Gesandtenhaus schuf. Dadurch kam er mit Personen von höchster gesellschaftlicher Stellung in Kontakt und konnte gesamteuropäische Verbindungen knüpfen. Ein talentierter junger Porträtist wie Graff fand in Regensburg, wo der Reichstag in Permanenz tagte, schnell gewichtige Freunde und Förderer wie z. B. den preußischen Comitialgesandten Erich Christoph von Plotho, dessen Tochter, die Freiin von Plotho, die er dort 1764 porträtierte.

## Hofmaler in Dresden

### Das Angebot
Im Februar 1765 war Graff wieder zurück in Augsburg, wo ihn der Zürcher Bürger Hauptmann Johann Heinrich Heidegger (* 1738 in Zürich; † 1823 in Livorno) besuchte. Heidegger war Amtmann am Fraumünster in Zürich, Buchhändler und Mitbesitzer der Buchdruckerei Konrad Orell & Co. und ein Liebhaber der Schönen Künste; als solcher besaß er eine bedeutende Gemäldesammlung. Er hatte auf seiner Reise durch Deutschland in Dresden von Christian Ludwig von Hagedorn, dem Generaldirektor der Dresdner Kunstakademie erfahren, dass dieser einen Porträtmaler für die Akademie suchte. Heidegger empfahl Graff für diese Stelle, obwohl Graff zunächst abgelehnt hatte, da er sich keine Chancen ausrechnete.

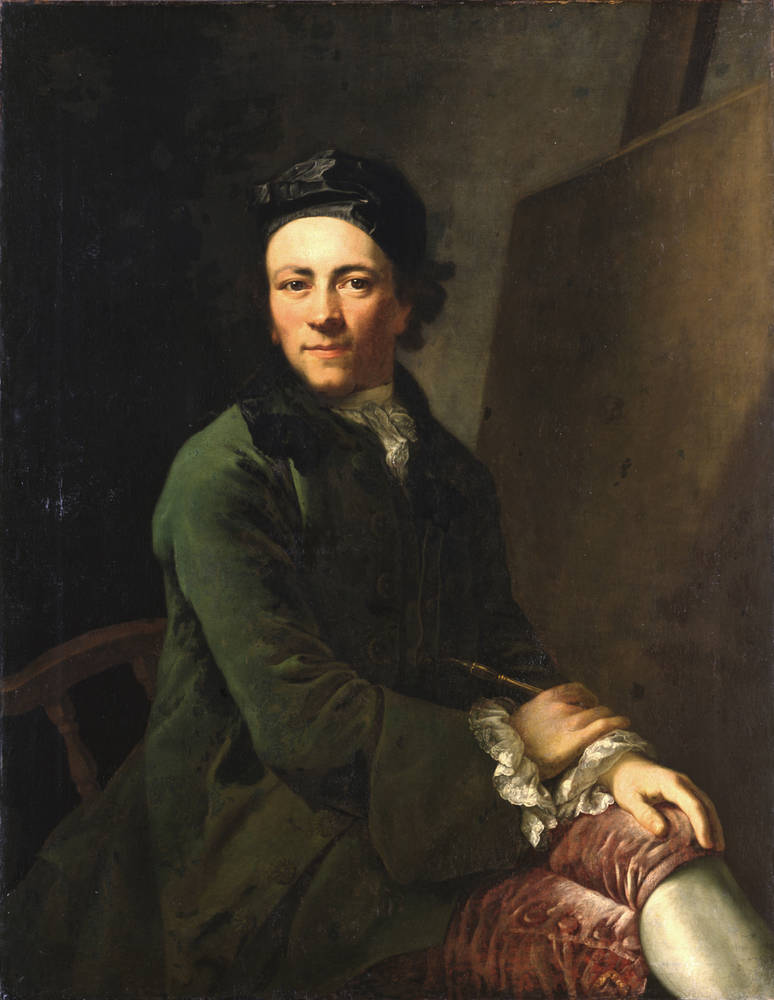
Anton Graff, Selbstporträt (1765). Graffs Aufnahmestück als aggregiertes Mitglied an die Kunstakademie Dresden verhalf ihm zur Ernennung zum kurfürstlich sächsischen Hofmaler.

Bei seinem ersten Besuch in der Schweiz nach neun Jahren im Herbst 1765 reiste Graff nach Winterthur und Zürich, wo er verschiedene Porträts malte, unter anderem von Elisabeth Sulzer und seinem lebenslangen Freund Salomon Gessner, Heideggers Schwager. Dort erfuhr Graff von Heidegger, dass dieser ihn ohne sein Wissen an den Akademiedirektor Hagedorn empfohlen hatte, der auf der Suche nach tüchtigen Lehrkräften für das wichtige Porträtfach war.
Am 3. Oktober 1765 schrieb Heidegger an Hagedorn: „Ich habe auf meiner Retour zu Augsburg einen jungen Mann, Graff, von Winterthur aus der Schweiz, angetroffen. Er malt im Geschmack von Desmarées und ist wirklich in seiner Kunst stark. Ich weiss dermalen Niemanden von dieser Art in der Academie. Vielleicht würde er hinkommen, wenn er sein Etablissement wüsste; in Absicht auf den moralischen Charakter ist er der gesittetste Künstler, den ich kenne (…)“ In seinem Brief vom 1. November 1765 schrieb Hagedorn an Graff: „Wollten Sie Ihr Glück in Dresden versuchen, so würde, damit Sie nicht ganz aufs ungewisse herkämen, der Hof Sie zum Versuche wenigstens drey Bildnisse, mit Händen daran, mahlen und auf solange ihnen ein freyes Quartier anweisen, auch jedes Bildniss, es möge höchsten Beyfall finden oder nicht, mit oder ohne Hand mit funfzig Thalern, und wenn das Bild zwo Hände habe, mit hundert K. Kulden [Konventionsgulden] oder 66 Rthlr. 16 Groschen bezahlen lassen (…)“ Hagedorn bot ihm 100 Taler Reiseentschädigung und meinte weiter, „fände er Beifall, würden ihm 400 Taler jährlichen Gehalts angeboten, andernfalls solle er nichtsdestoweniger das Reisegeld nebst dem Betrag für die Bilder ausgezahlt erhalten“.
Graff zögerte, denn er hielt seine Kunst für nicht gut genug, um sich in den Dienst des Hofes von Dresden zu stellen. Außerdem wollte er seine Chancen in Augsburg nicht aufs Spiel setzen, wo er gerade begonnen hatte, sich als Porträtist zu etablieren.
Heidegger sandte daraufhin als Probestück Graffs Selbstporträt nach Dresden zu Hagedorn, der auf diesen Vorschlag einging und dem Prinzenadministrator Franz Xaver von Sachsen über seine Fortschritte, einen Porträtmaler für die Kunstakademie zu gewinnen, berichtete: „Der Bildnissmaler Graff hat aus Misstrauen in seine Kräfte erstlich sein eigenes ihm sehr ähnliches Bildniss, das er vor geraumer Zeit gemalt, mittlerweile er sich, wie ein andrer anmerkt, in der Kunst stärker gemacht, aus Zürich abgeschickt und wird sodann die Bestätigung oder die Zuschreibung des letzten gnädigsten Befehls in Ehrfurcht erwarten.“
Am 16. Januar 1766 traf Graffs Selbstporträt in Dresden ein und fand solchen Beifall, dass Graff daraufhin den Ruf nach Dresden erhielt, den ursprünglich Marcello Bacciarelli erhalten sollte.

### Anstellungsbedingungen an der Kunstakademie

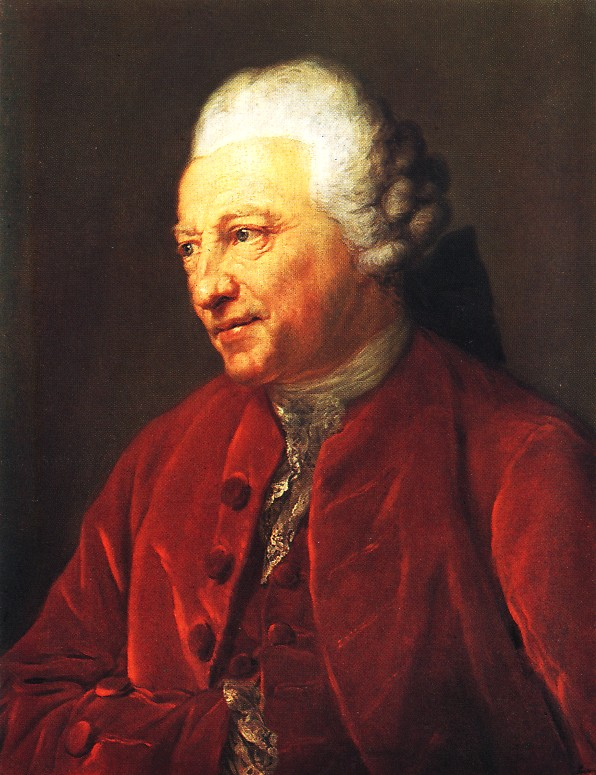
Christian Ludwig von Hagedorn (1772)

Am 17. Januar 1766 formulierte Christian Ludwig von Hagedorn dem Prinzenadministrator Franz Xaver von Sachsen seine Vorschläge für die Anstellungsbedingungen. Diese sagten Graff die Ernennung zum Hofmaler für ein jährliches Gehalt von vierhundert Talern sowie einhundert Taler Reisegeld zu. Im Gegenzug hatte Graff sein Aufnahmestück sowie jährlich ein Porträt für den Hof unentgeltlich abzuliefern; für die Bezahlung weiterer Hofbildnisse wurde ein finanzieller Rahmen abgesteckt. Überdies hatte er jährlich wenigstens einen Lehrling ohne weiteres Entgelt auszubilden.
Die Vorschläge von Hagedorn wurden durch den Hof genehmigt und Hagedorn sandte sein Berufungsschreiben umgehend nach Zürich, wo Graff bei Salomon Gessner wohnte. Im Februar 1766 traf das Schreiben bei Johann Heinrich Heidegger ein, der es sogleich Graff zukommen ließ. Graff war überglücklich. Anfang März 1766 reiste Graff über Augsburg und Bayreuth nach Dresden.
Bei seinem Abschied in der Schweiz sowie auf seiner Durchreise in Augsburg verewigten sich noch einige Freunde in Graffs Stammbuch, darunter Johann Caspar Füessli, der Pfarrer Johann Jacob Wirz, Johann Jacob Haid und Johann Elias Ridinger. Sein Freund Heidegger aus Zürich schrieb ihm folgende Zeilen:

„I, bone, quo virtus tua te vocat, i pede fausto, grandia laturus meritorum praemia. Quid stas?“

### Ankunft in Dresden

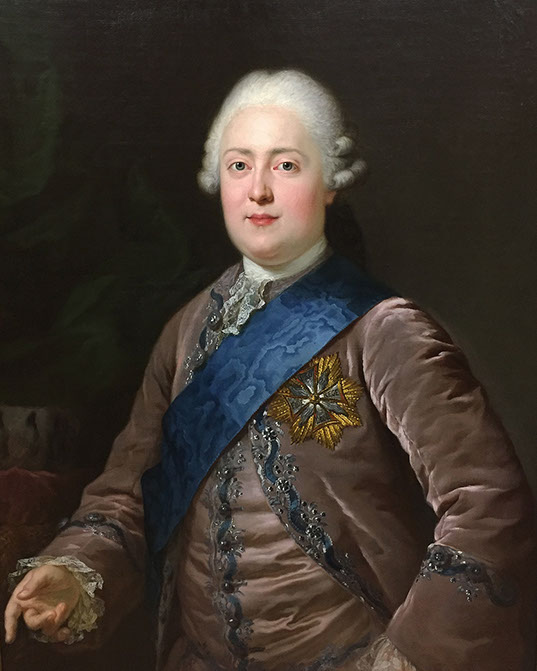
Kurfürst Friedrich August III. von Sachsen (1768), porträtiert mit dem Bruststern und dem Schulterband des Weißen Adlerordens. Im Hintergrund links der rote Kurfürstenmantel und die Hermelinkappe darauf

Am 7. April 1766 traf Graff in Dresden ein, wo er als kurfürstlich sächsischer Hofmaler und aggregiertes Mitglied der Kunstakademie Dresden fortan am Altmarkt wohnte. Seine Wohnung, ein großes Zimmer, das er beinahe bis zum Schluss seines Lebens bewohnte, befand sich im Haus von Frau Magdalena Sophie Weinlig, der Witwe des Dresdner Bürgermeisters Christian Weinlig (1681–1762). Jahre später schuf Carl Maria von Weber im selben Haus 1820 die Oper Der Freischütz. Zur Ankunft von Graff in Dresden hielt Johann Caspar Füessli fest: „Graff kam glücklich an den Ort seiner Bestimmung, und wurde von dem Herrn von Hagedorn den hohen Herrschaften vorgestellt, welche ihn sehr gnädig annahmen und seinem Pinsel sogleich Gelegenheit gaben, sich an ihren Bildnissen Ruhm und Ehre zu erwerben. Es gelang ihm auch nach Wunsch; denn er hatte das Glück, dass seine Arbeit alle Erwartungen übertraf. Jedermann sucht seine Talente zu nutzen, und sich von ihm mahlen zu lassen.“ Und Graff meinte: „Von dieser Zeit an ging es mir immer glücklich; ich hatte viel Portraits zu malen.“

### Jährliche Ausstellung
Als sächsischer Hofmaler musste Graff für Kurfürst Friedrich August III. jährlich bestimmte Porträtaufträge erfüllen. Diese Porträts für den Hof sowie für weitere sächsische Adlige, die hohe Funktionen im Staate innehatten, bereiteten Graff den Weg für Ansehen und Erfolg; es gehörte bald zum guten Ton, sich von Graff porträtieren zu lassen. Seine Gemälde wurden regelmäßig auf den von Hagedorn begründeten Ausstellungen gezeigt, die jährlich an der Kunstakademie am 5. März, dem Namenstag des Kurfürsten Friedrich August, eröffnet wurden und 14 Tage dauerten. Sie trugen wesentlich zum Ruhm und Bekanntheitsgrad von Graff bei und brachten ihm auch Aufträge ein. Als Anton Graff 1767 erstmals ausstellte und unter anderem seine Porträts von Feldzeugmeister Aloys Friedrich von Brühl, Generalpostmeister Adam Rudolph von Schönberg und Oberst Johann Gustav von Sacken präsentierte, wurde ihm viel Lob zuteil.

### Lebensstellung als Professor
Aus verschiedenen Briefen aus dieser Zeit zwischen Graff und seinem Schwiegervater Johann Georg Sulzer geht hervor, dass sich Graff bereits ab 1773 bis Ende 1774 ernsthaft mit dem Gedanken trug, Dresden in Richtung Leipzig oder Berlin zu verlassen. In einem Schreiben vom 11. November 1774 bot ihm Sulzer an, sich beim König von Preußen um eine Pension für ihn zu bemühen, sollte er sich denn entschließen, sich in Berlin niederzulassen. Er meinte weiter, dass er durchaus die Hoffnung habe, die Pension vom König für ihn zu erhalten, was aber mit einer eingeschränkten Reisetätigkeit für Graff einhergehe. „Es geht hier nicht an, dass diejenigen, die Pensionen vom König haben, sich ohne ausdrückliche Erlaubnis auf Reisen außerhalb der königlichen Länder begeben.“ Dies könnte einer der Gründe gewesen sein, weshalb Anton Graff sich nicht in den Dienst des preußischen Hofes stellen wollte. Denn Graff reiste gerne, immer wieder auch zurück in seine Heimat, die Schweiz.

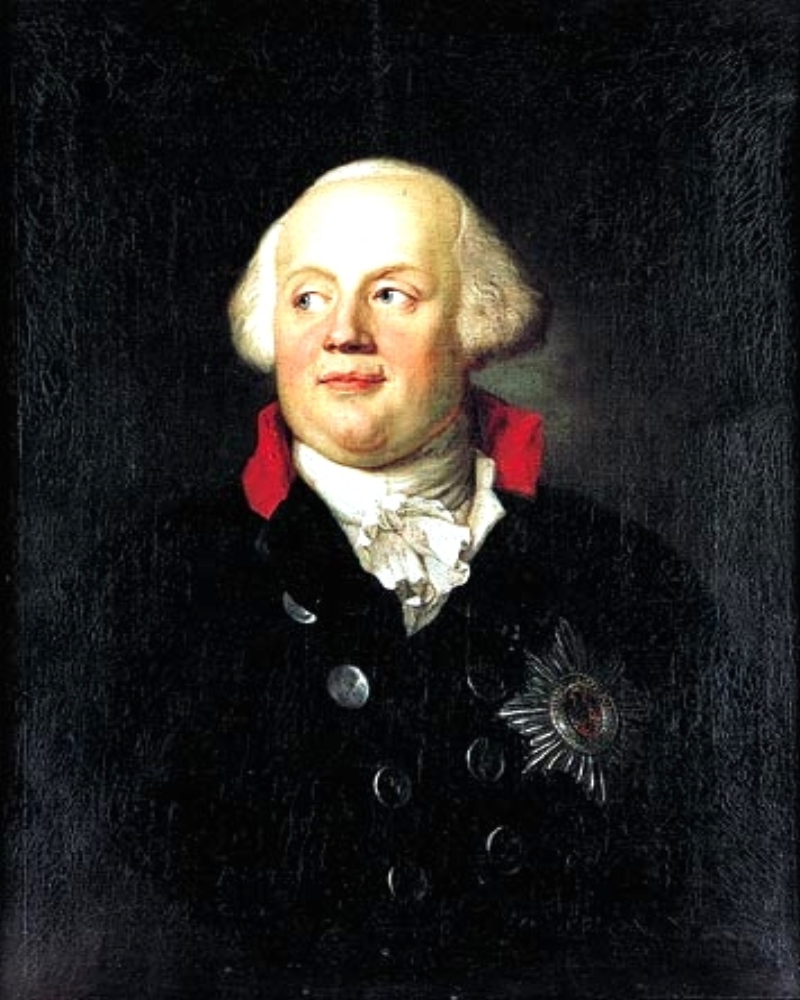
Friedrich Wilhelm II., König von Preußen, mit dem Bruststern des Schwarzen Adlerordens (1792)

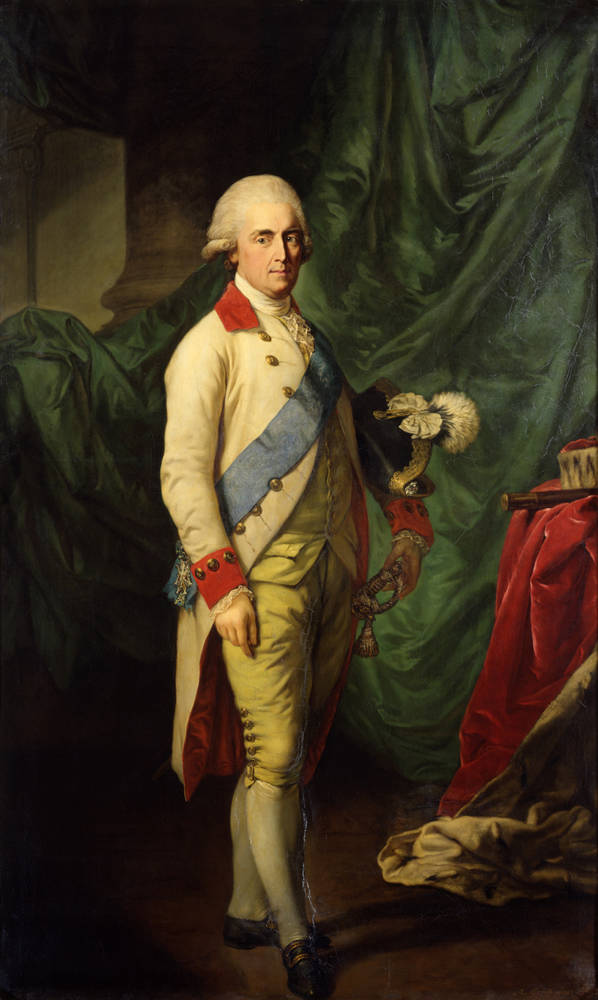
Kurfürst Friedrich August III. von Sachsen im weißen Uniformrock mit dem blauen Schulterband des Weißen Adlerordens, rechts auf dem Tisch der hermelinbesetzte Purpurmantel samt Kurfürstenhut und Kommandostab (1795)

Nach dem Tode von Christian Wilhelm Ernst Dietrich 1774 wurde dessen Gehalt unter den Lehrern der Akademie aufgeteilt, Graff erhielt dadurch eine Gehaltserhöhung in Höhe von 50 Taler jährlichem Quartiergeld sowie gleichzeitig die Zusicherung des Hofes in Dresden, jährlich mehrere Monate reisen zu dürfen, ohne vorher um Urlaub nachsuchen zu müssen. Sein jährliches Gehalt von Seiten des sächsischen Hofes wurde ihm immer pünktlich ausbezahlt, was Graff auf die Ordnungsliebe des Kurfürsten zurückführte.
Die Anstellung in Dresden behielt Anton Graff zeit seines Lebens. Ein konkretes Angebot aus Berlin im Jahre 1788 lehnte er ab. Zu Beginn des Jahres war ihm bei einem Aufenthalt in Berlin vom preußischen Minister Friedrich Anton von Heynitz das Angebot des Hofes unterbreitet worden, sich mit 1400 Talern Gehalt in Berlin niederzulassen, um an der dortigen Kunstakademie zu wirken. Auch sein Freund und Geschäftspartner Daniel Chodowiecki ermutigte ihn zu diesem Ortswechsel.
Als Friedrich August von Zinzendorf, der sächsische Gesandte in Berlin, erfuhr, dass Graff dieses verlockende Angebot aus Berlin nicht sofort annahm, zeigte er sich beeindruckt, wie aus einem Brief an Graf Camillo Marcolini, seit 1780 Hagedorns Nachfolger als Generaldirektor der Dresdner Kunstakademie, hervorgeht:

„Monsieur Graff, occupé ici depuis quelque temps à peindre le Roi, la Princesse Frédérique, fille du Roi, et d’autres personnes de marque est reparti aujourd’hui pour Dresde. Je sais qu’on lui a fait ici des propositions très avantageuses que jusqu’à présent il n’a point accepté, et je crois de mon devoir de rendre compte à Votre Excellence de cette preuve de zèle et d’attachement, comme devant donner du relief au mérite de ce célèbre artiste.“

 (dt. etwa: „Herr Graff, hier seit einiger Zeit beschäftigt, den König und dessen Tochter Friederike sowie weitere Persönlichkeiten von Rang zu malen, ist heute nach Dresden zurückgekehrt. Ich weiß, dass man ihm hier bis zuletzt sehr vorteilhafte Beschäftigungsangebote gemacht hat, die er gar nicht angenommen hat; und ich erachte es als meine Aufgabe, Ihrer Exzellenz Zeugnis abzulegen von diesem Beweis der Pflichterfüllung und Anhänglichkeit, wie um die Verdienste dieses berühmten Künstlers noch anschaulicher werden zu lassen.“)
Graff bat sich für seine Entscheidung Bedenkzeit aus, suchte das Gespräch mit Marcolini und schilderte ihm in einem Schreiben vom 7. Mai 1789 das glänzende Angebot aus Berlin sowie seine damalige finanzielle Situation: „(…) So schwer mir auch die grosse Dankbarkeit gegen S. kurfürstl. Durchlaucht, die mir so viele Jahre auf das huldreichste Schutz und Unterstützung angedeihen zu lassen geruhten, und die Neigung, zu der ich mich von ganzem Herzen bekenne, Sachsen, in dem es mir so wohl ging, aus patriotischem Gefühl als mein zweites Vaterland zu betrachten, einen jeden Entschluss von Veränderung machen muss – so darf ich denn doch es füglich mir nicht verhalten, dass ich auch mir und als Ehemann und Vater meiner Familie Pflichten schuldig bin, die mir nicht weniger heilig sein dürfen (…)“
Marcolini reagierte prompt. Am 20. Juni 1789 wurde Graff laut kurfürstlich sächsischer Resolution Professor für das Porträtfach an der Dresdner Kunstakademie mit 700 Talern Gehalt und 50 Talern jährlichem Quartiergeld. In seinem an Graff gerichteten Brief vom 6. Juli 1789 gab Chodowiecki seiner Freude Ausdruck über dessen Beförderung zum Professor und die damit verbundenen finanziellen Zulagen: „Gott lasse Ihnen sie lange mit Gesundheit genießen. Nichtsdestoweniger verdrießt mich die Unartigkeit unsers Ministers [Friedrich Anton von Heynitz], der Vollmacht hatte Sie zu engagieren, hätte er Ihnen R. [Reichstaler] 1.500 gebothen, vielleicht – hätten Sie angenommen und der König hätte gewiss seine Offerte approbirt.“
Zu Graffs Akademie-Kollegen gehörten neben Giovanni Battista Casanova, Bruder des Schriftstellers und Abenteurers Giacomo Casanova, die Porträtmaler Christian David Müller, Johann Eleazar Zeissig und Johann Heinrich Schmidt.
In Dresden gab es ungleich mehr Fabrikanten und Künstler als in manch anderer deutscher Residenzstadt. Graff mochte dieses tonangebende bürgerliche Element. Dies war wohl ein weiterer Grund, weshalb Graff seiner Wahlheimat – trotz verlockender Angebote von außerhalb – zeitlebens treu blieb. Obwohl er gerne ausgedehnte Reisen unternahm, gelangte er niemals nach Italien, Frankreich, England und den Niederlanden. Die Meister aus diesen Ländern konnte er jedoch in der Dresdner Gemäldegalerie studieren, die er gerne für seine Zerstreuung besuchte; denn „wenn ihn die Welt zurückschreckte“, so konnte er bei der Betrachtung dieser Werke alles Leid vergessen. Doch letztlich „ging es mir“, wie Graff selbst bekannte, „immer glücklich“.
Am 18. Juli 1807 wurde Graff durch Graf Marcolini und kurz zuvor zum König avancierten Kurfürsten dem in Dresden weilenden Napoleon Bonaparte vorgestellt:

„Da kam der König, nahm unsern alten Graff beim Arme und führte den würdigen Greis, dem hoch das Herz brannte, zu dem großen Napoleon hin. ‚Sire! Das ist eins der würdigsten Glieder unserer Akademie, der Maler Anton Graff!‘ – ‚In welchem Genre?‘ frug Napoleon. ‚Im Portrait.‘ Ein sanftes, liebliches Beifalllächeln von Seiten des Kaisers beim Lobe des Königs that dem alten, tief gerührten Künstler wohl bis tief ins Herz. So lohnt das echte Gute überall und wahres Verdienst wird anerkannt, geehrt und ausgezeichnet: es bedarf keiner Zudringlichkeit! Die Künstler, deren Arbeiten Napoleons Blick fesselten, waren vorzüglich Carlo Dolci sowohl seine Cäcilia und Herodias, als auch sein Christus.“

### Reisen

#### Berlin

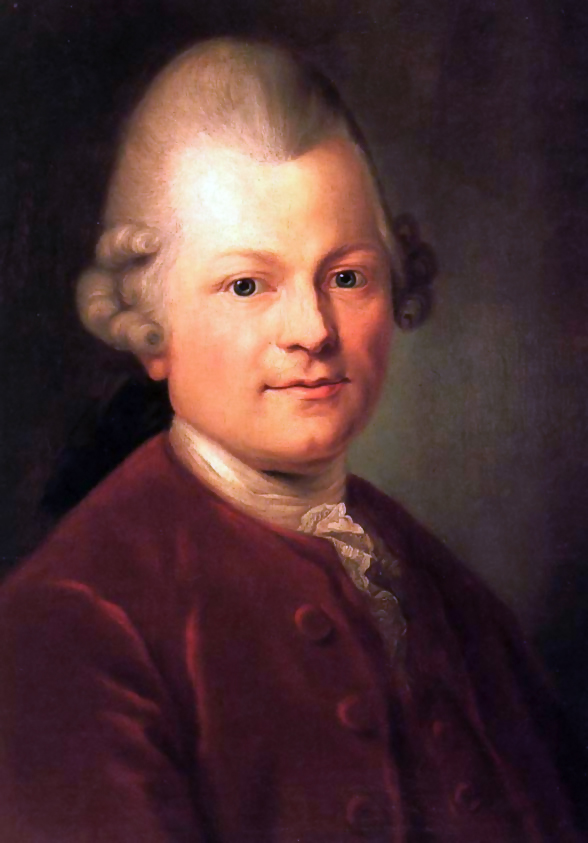
Gotthold Ephraim Lessing (1771)

Graff reiste oft nach Berlin, wo er sich innerhalb kürzester Zeit großer Beliebtheit erfreute und viele Kunden gewann. Seine 1778 verfasste Autobiographie beendete er mit dem Satz: „Berlin habe ich viel zu verdanken.“ Sein Schwiegervater Sulzer machte ihn dort mit Persönlichkeiten des preußischen Hofs bekannt. In dessen Wohnung porträtierte er im Auftrag Reichs zwischen dem 20. und 29. September 1771 Gotthold Ephraim Lessing.

#### Karlsbad
Im Sommer 1785 reiste Graff vom 9. Juli bis zum 10. August 1785 nach Karlsbad, wo er den Grafen Stanisław Kostka Potocki, Johann Gottfried Herder und Michael Hieronymus Fürst Radziwiłł porträtierte. Mit großer Wahrscheinlichkeit begegnete Graff bei diesem Aufenthalt Elisa von der Recke, Hanns Moritz von Brühl und dessen Gemahlin Johanna Margarethe Christina, Johann Wolfgang von Goethe und Charlotte von Stein, die dort den Geburtstag von Leopold Friedrich Günther von Goeckingk feierten.

#### Schweiz
Während seiner Tätigkeit als Hofmaler in Dresden besuchte Anton Graff in den Jahren 1781, 1786 (in Begleitung von Adrian Zingg), 1796 und 1810/1811 seine ursprüngliche Heimat. Wie aus verschiedenen Briefen hervorgeht, war er ein gern gesehener Gast bei seinen Freunden und Verwandten in Zürich und Winterthur. Einen besonders engen Kontakt pflegte er mit der Familie seines Freundes Salomon Gessner in Zürich.
Bei seinem letzten Aufenthalt in der Schweiz versuchte der Buchhändler Heinrich Gessner (* 1776), Sohn von Salomon Gessner, Graff zu überzeugen, seine zahlreichen Anekdoten, welche er über die von ihm porträtierten gelehrten und vornehmen Persönlichkeiten zu berichten wusste, aufzuschreiben oder diese Ulrich Hegner zu erzählen, damit der diese aufschreibe. Graff kam der Bitte nie nach.

## Porträtist der Persönlichkeiten seiner Zeit
→ Liste der von Anton Graff porträtierten Personen
Anton Graff porträtierte über 800 Gesichter auf seine unverkennbare eigene Weise – realistisch kraftvoll, mit bewusster Betonung des bürgerlich-menschlichen Aspekts. Seine Kunst erfreute sich in breiten Schichten großer Beliebtheit. Er erhielt zahlreiche Aufträge aus den Kreisen des Adels, der Diplomatie, der Wissenschaft und des Bürgertums.

### Porträt Friedrichs des Großen

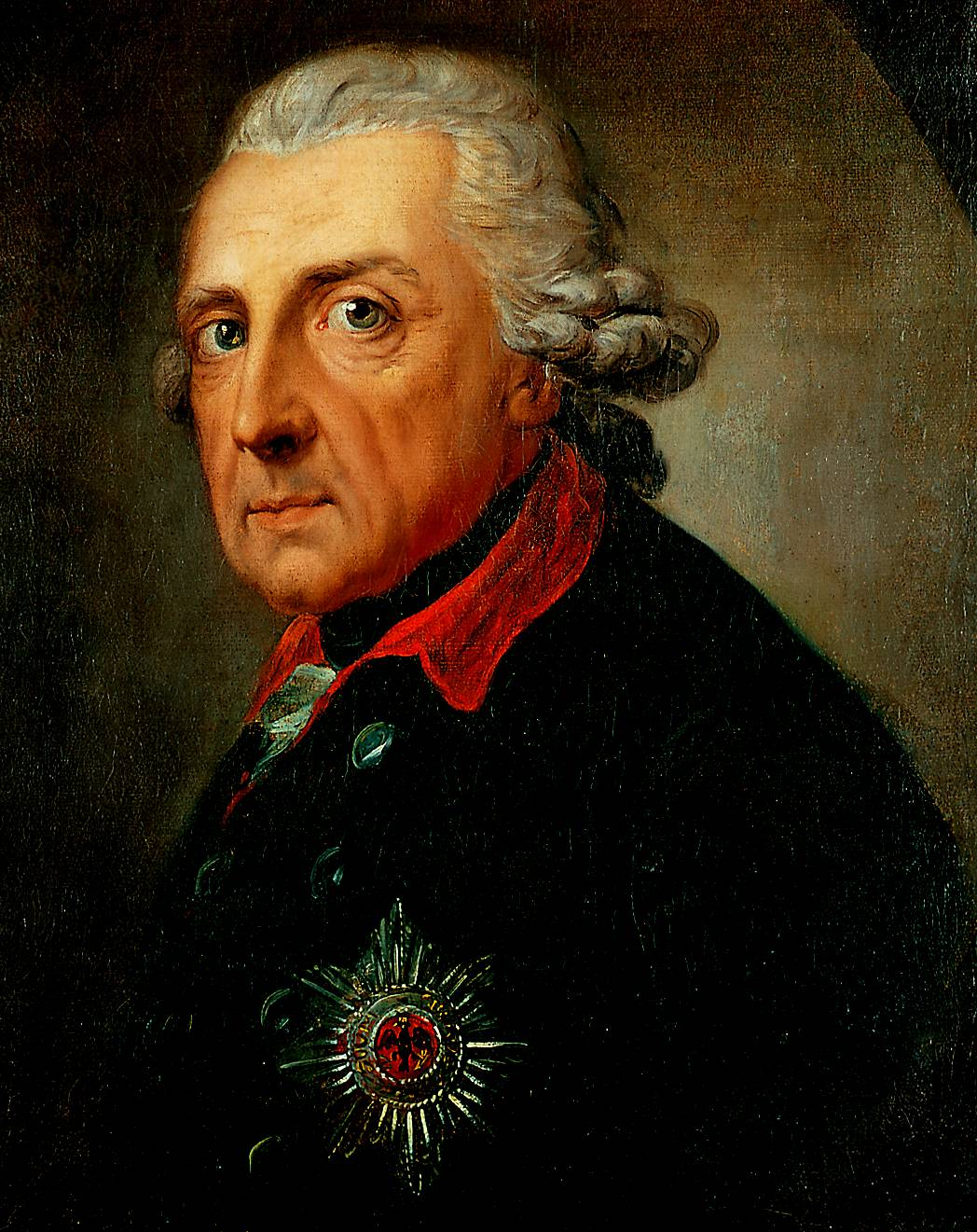
Friedrich der Große (um 1781/86). Porträtiert im Uniformrock mit dem Bruststern des Schwarzen Adlerordens

1781 malte Anton Graff Friedrich den Großen. Eine Replik des Bildes, das sich früher im Schloss Charlottenburg befand, ist im Sterbezimmer Friedrichs des Großen in Schloss Sanssouci ausgestellt.
Friedrich der Große saß seit seiner Krönung 1740 mit vielleicht einer Ausnahme (1763) nicht mehr Modell. Für dieses Porträt musste sich Graff mit Skizzen Friedrichs begnügen, die ihm aus kürzerer Entfernung während der Truppenparaden von 1781 ermöglicht worden waren. Entstanden ist ein weitgehend idealisiertes Königsbild, das zu den wirkungsvollsten und ausdrucksstärksten Friedrich-Porträts gehört. Es zeigt den König in betont schlichter, bis auf den Orden „bürgerlicher“ Kleidung als gutmütigen Landesvater mit intensivem Blick, von einem Schlaglicht beleuchteter Stirn und angedeutetem Lächeln.
Die Kunsthistorikerin Saskia Hüneke ordnet das Bild dem Alterstypus der Friedrich-Bildnisse zu, die durch große Augen, markante Nasolabialfalten und schmale Lippen gekennzeichnet sind. Seine Zeitgenossen hielten es für jenes der vielen Friedrich-Porträts, das der Wirklichkeit am nächsten kommt. Das Originalporträt wurde 1886 auf der Berliner Jubiläumsausstellung gezeigt und gilt seit 1898 als verschollen.
Über ein von Graff geschaffenes Brustbild des Königs, das Philipp Karl von Alvensleben, preußischer Gesandter in Dresden und seit 1791 preußischer Kabinettsminister, besaß, berichtete Bause in einem an Friedrich Nicolai gerichteten Brief vom 23. August 1786: „(…) Das Gemälde besitzt der preußische Gesandte in Dresden: er und jeder, der es gesehen, halten es vor besonders ähnlich. Herr Graff malte es vor 5 Jahren als er in Berlin war, ging alle Tage auf die Parade, marquierte sich den Monarchen, wozu man ihm Gelegenheit schaffte, ihn recht nahe sehen zu können, und ging jederzeit gleich in sein Logis, um sein Bild auszumalen.“
Anton Graffs Bild ist das meistkopierte und -reproduzierte Porträt Friedrichs des Großen. Schon Graff selbst fertigte Repliken an. Auch Andy Warhol, einer der bedeutendsten Vertreter der amerikanischen Pop Art, schätzte Graffs Kunst. Ihm diente das Bild als Vorlage für seinen 1986 entstandenen Siebdruck mit dem Porträt Friedrichs des Großen. Das Bild gehört zu einer Serie von Bildern berühmter Persönlichkeiten, an der Warhol seit Beginn seiner künstlerischen Laufbahn in den 1960er Jahren arbeitete. Die Stiftung Preußische Schlösser und Gärten Berlin-Brandenburg präsentiert eins von fünf existierenden Exemplaren des Warhol-Drucks im Schloss Sanssouci.

### Sekundärverwertung von Graff-Porträts auf Briefmarken
Graffs Porträt wurde zur Vorlage einer Dauermarke der Deutschen Reichspost und für zwei Sonderbriefmarken der Deutschen (Bundes)post: 1986 zum 200. Todestag Friedrichs des Großen und 2012 zu dessen 300. Geburtstag.

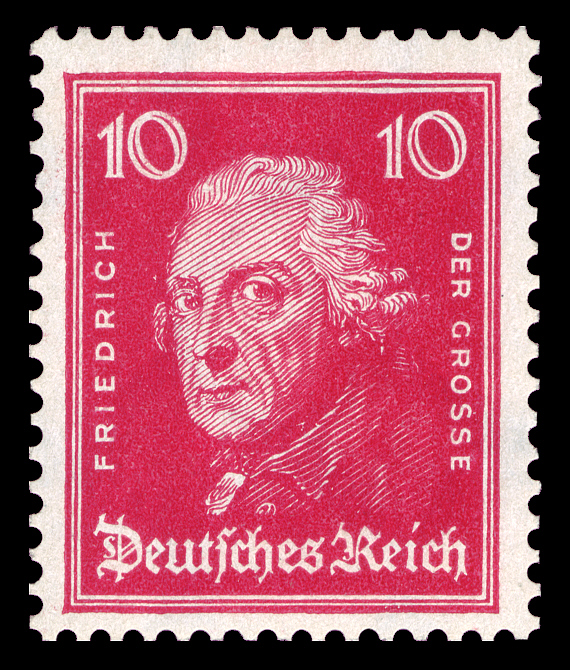
Dauermarke der Deutschen Reichspost 1926
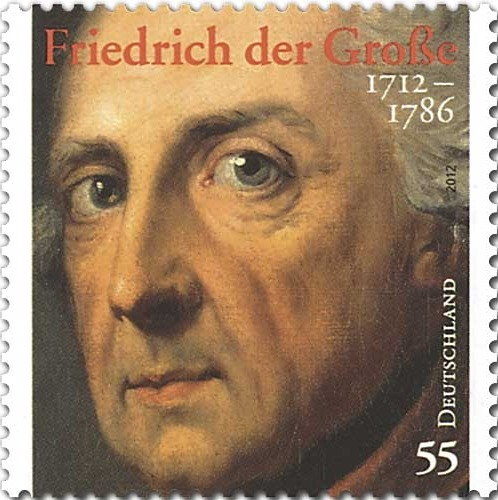
Sonderbriefmarke der Deutschen Post zum 300. Geburtstag Friedrichs des Großen. Gestaltung von Gerhard Lienemeyer
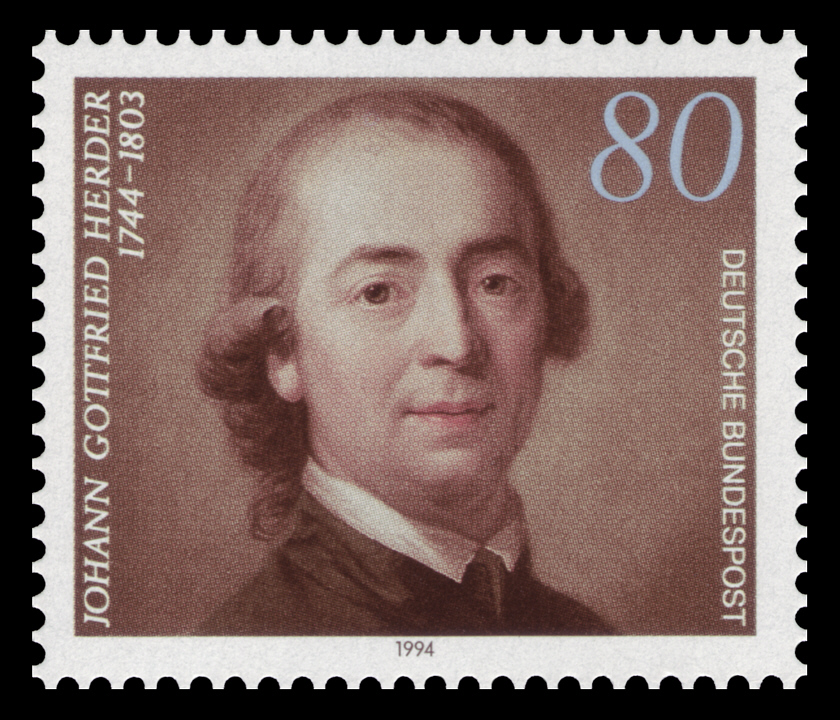
Sonderbriefmarke der Deutschen Bundespost zum 250. Geburtstag von Johann Gottfried Herder nach dem Porträt von 1785
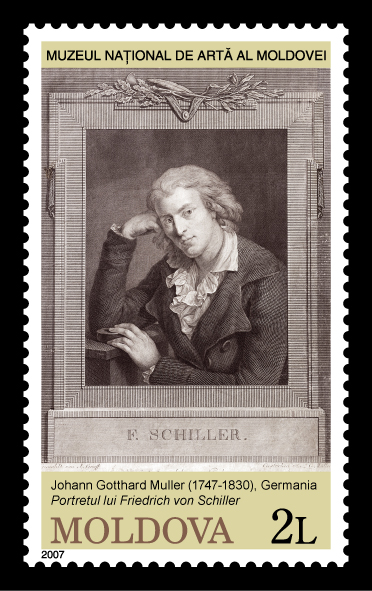
Briefmarke aus der Republik Moldau (2007) nach einem Kupferstich von Johann Gotthard von Müller des Schiller-Porträts von Anton Graff

### Porträt Friedrich Schillers

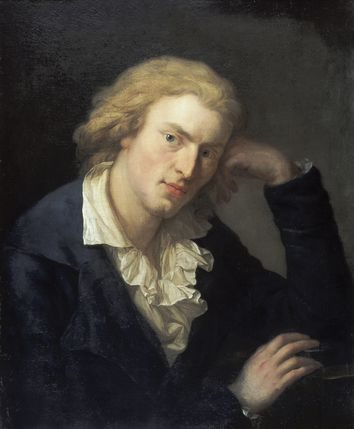
Friedrich Schiller (1786–1791)

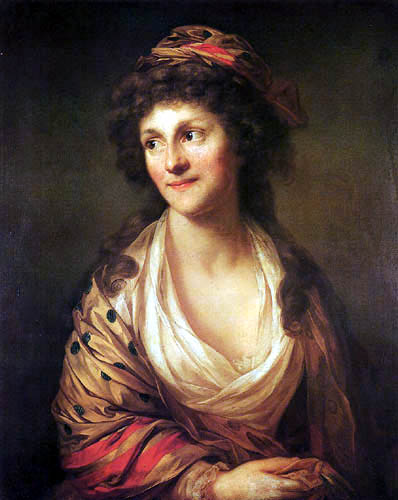
Minna Körner

Friedrich Schiller traf am 12. September 1785 im Haus der Familie Körner in Dresden ein, mit der Anton Graff eng befreundet war und aus der er schon zahlreiche Mitglieder porträtiert hatte. Dort fanden auch die wenigen Porträtsitzungen mit Schiller statt.
Über das im Frühjahr 1786 begonnene und im Herbst 1791 vollendete Porträt berichtete Anton Graff: „Die grösste Noth, zuletzt aber auch die grösste Freude hat mir das Portrait Schillers gemacht; das war ein unruhiger Geist, der hatte, wie wir sagen, kein Sitzfleisch. Nun liebe ich es zwar sehr, wenn Personen mir gegenüber nicht wie Oelgötzen regungslos dasitzen, oder wohl gar interessante Gesichter schneiden, aber Freund Schiller trieb mir die Unruhe doch zu weit; ich war genöthigt, den schon auf die Leinwand gezeichneten Umriss mehrmals wieder auszuwischen, da er mir nicht still hielt. Endlich gelang es mir, ihn in eine Stellung festzubannen, in welcher er, wie er versicherte, sein Lebtag nicht gesessen, die aber von den Körnerschen Damen für sehr angemessen und ausdrucksvoll erklärt wurde. Er sitzt bequem und nachdenklich, den zur linken Seite geneigten Kopf auf den Arm stützend; ich meine den Dichter des Don Carlos, aus welchem er mir während der Sitzungen vordeclamierte, in einem glücklichen Momente aufgefasst zu haben (…)“
Christian Gottfried Körners Ehefrau Minna half Graff, Schiller während der Porträtsitzungen wenigstens für einige in eine angemessene ruhige Haltung zu bringen, und meinte zur eingenommenen Pose: „Wir erwählten diese Stellung aus, in welcher wir ihn in einsamen Stunden belauscht hatten, vornehmlich deshalb, um ihn zu einer ruhigen Haltung zu nötigen; gewöhnlich trug er den Kopf etwas trotzig zurückgebogen. Graff war zufrieden, dass ihm Schiller etwa viermal saß, sodass er den Kopf und die Hände fertig malen, das Uebrige wenigstens anlegen konnte (…)“
Schiller wollte mit dem Bild seiner Frau zu Weihnachten 1790 eine Freude machen und bat Körner aus Jena in einem Brief vom 17. Dezember 1790, Graff zu veranlassen, ihm das noch unvollendete Bild wenigstens für ein paar Tage zu überlassen: „So gar gern wünschte ich meiner Frau zu Weihnachten mit dem Graffschen Gemälde von mir eine Freude zu machen; sie verlangt unbeschreiblich danach. Wenn es gleich nicht vollendet ist, so kann Graff es ja eine Zeit lang in meinen Händen lassen, bis wir zusammenkommen, welches so gar lange nicht mehr anstehen kann – und dann kann er’s vollenden (…)“ Mit Schreiben vom 24. Dezember 1790 teilte Körner Schiller mit: „Ich wäre Dir sehr gerne behilflich gewesen, Deinem Weibchen eine Freude zu machen; aber Graff gibt das Bild nicht unvollendet aus den Händen (…)“
Im Sommer 1791 wurde das Porträt schließlich vollendet. Am 12. September 1791 schrieb Körner dazu aus Dresden an Schiller, der es noch nicht gesehenes hatte: „(…) Graff hat Dein Bild fertig gemacht und wird es in diesen Tagen abgehen lassen. Wie mir Graff sagt, so hast Du Frauenholz das Bild schon abgetreten. Frauenholz wird es mir also nicht lassen, wenn Du ihm nicht darüber schreibst. Übrigens wenn ich gewiss wäre, dass Du künftiges Jahr herkommst und Dich wieder malen ließest, so möchte er das Bild behalten. Der obere Teil ist gut, aber zum unteren Teil hättest Du noch sitzen sollen. Jetzt ist er zu unbestimmt (…)“

### Gefragter Porträtist

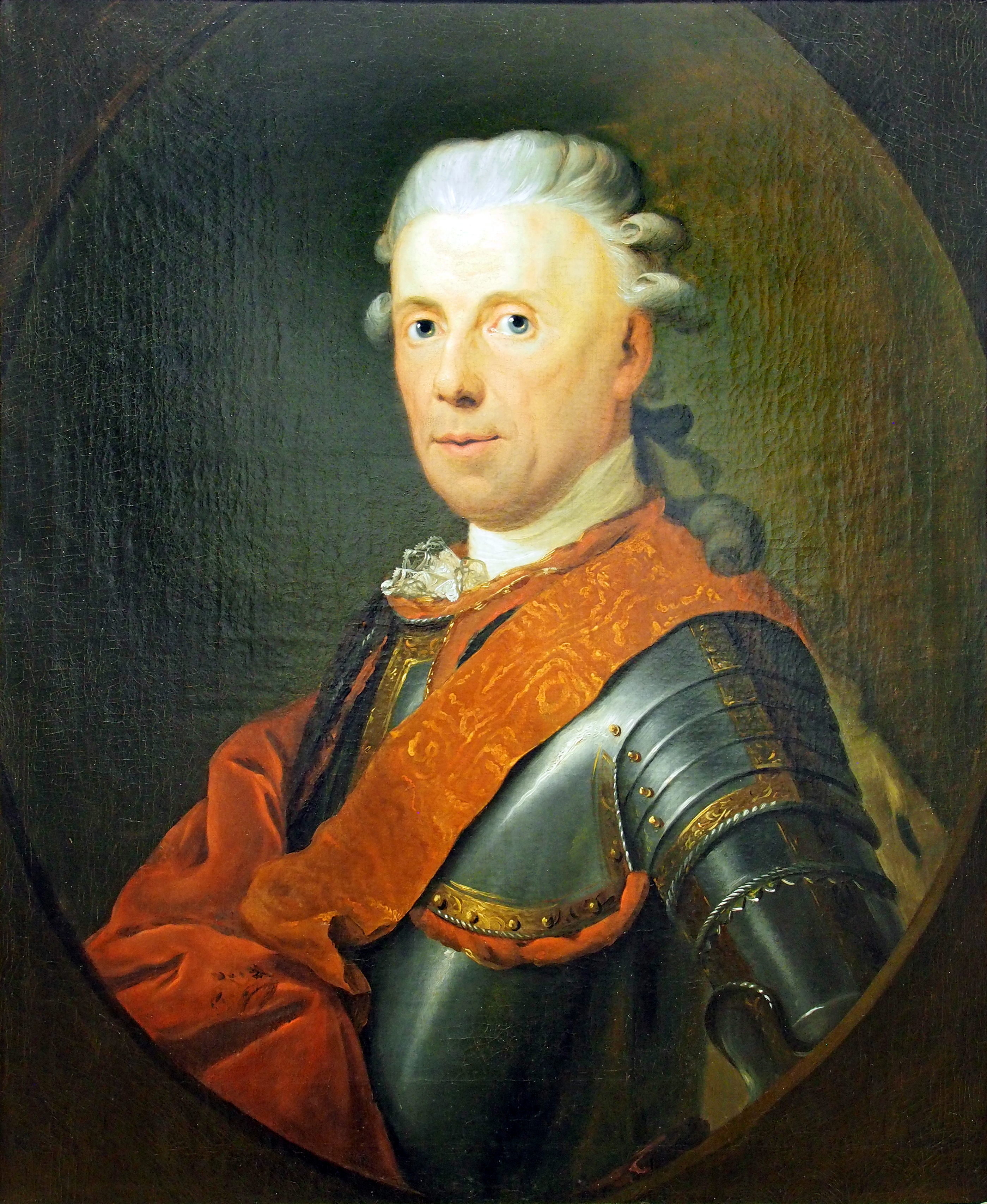
Prinz Heinrich von Preußen (um 1780). Eigenhändige Replik von Anton Graff nach seiner ersten Fassung von 1777, die auf Schloss Rheinsberg entstand und den Prinzen mit schwarzer Halsbinde zeigt

Der Unruhe, die Schiller bei den Porträtsitzungen an den Tag legte, sowie den Eigenheiten manch anderer Kunden wusste Anton Graff mit Humor und seiner viel genannten „schweizerischen Geduld“ zu begegnen. Zu dieser Zeit war Graff längst ein gefragter Künstler. Er konnte nie alle an ihn herangetragenen Porträtaufträge erfüllen und so konnte er sich seine Kundschaft aussuchen.
Selbst Prinzen mussten auf einen Termin beim hoch geschätzten Künstler warten. Mit Datum vom 3. Mai 1777 übermittelte Sulzer seinem Schwiegersohn einen Brief mit einem Bündel von Aufträgen mit der Bitte, er möge mit deren Ausführung nicht zu lange warten und ihn, Sulzer, nicht, „wie schon ein paar mal geschehen ist,“ sitzen lassen mit seinem Versprechen dem Prinzen Heinrich gegenüber, der nun doch endlich gemalt sein wollte. Sulzer führte aus: „Der Prinz würde es gewiss hoch aufnehmen, und ich hätte nichts, als bittern Verdruss davon. Dessen können Sie mich überheben, wenn Sie zur versprochenen Zeit und nicht erst im Herbst wieder kommen (…)“
Graff erhörte Sulzers Bitte und weilte vom 12. April bis zum 27. Juni 1777 in Leipzig sowie auf Schloss Rheinsberg, wo er Prinz Heinrich von Preußen als Kriegsheroen im Harnisch, mit dem Kommandostab in der Hand porträtierte.

### Esther Brandes als Rollenporträt

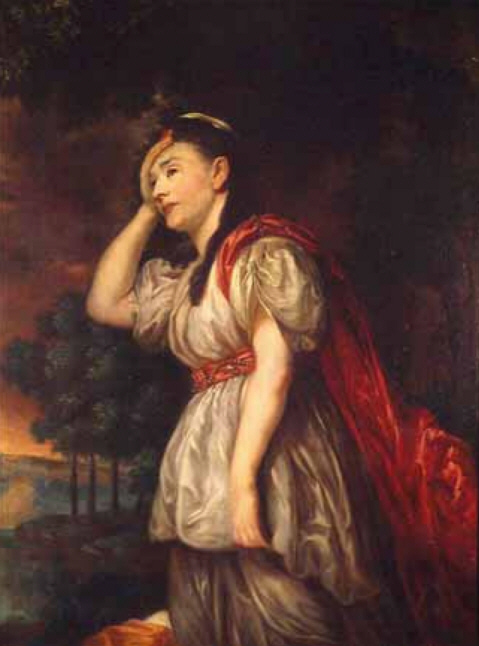
Die Schauspielerin Esther Charlotte Brandes (1742–1786) in ihrer Rolle als Ariadne auf Naxos bei den Worten: „Schreckliche Phantasie! Wie sie mein Gehirn zerwühlt!“ Variierte Kopie des Originalporträts von Anton Graff von 1775. Diese Kopie befindet sich auf Schloss Wahn. Das Originalporträt gilt als verschollen

Das Porträt der Schauspielerin Esther Charlotte Brandes gilt laut Berckenhagen als das erste repräsentative deutsche Rollenporträt, das einen Moment der dramatischen Aktion darstellt. Es zeigt den Augenblick, in dem Ariadne auf Naxos, verkörpert von Esther Charlotte Brandes, die schmerzliche Erkenntnis ausweglos erscheinender Verlassenheit überkommt. Enthusiastisch wurde damals berichtet, dass die Brandes dabei das erste „ächt-altgriechische“ Kleid auf dem Theater trug. Graff wurde die Ehre zuteil, Brandes ihr Porträt am Neujahrstag 1776 im Namen des Dresdner Publikums zu überreichen. Das Bild wurde auf der am 5. März 1777 eröffneten Ausstellung der Kunstakademie Dresden gezeigt.
Johann Georg Meusel äußerte sich zur Entstehungsgeschichte dieses Porträts wie folgt:

„Herr Graff hat in Rücksicht seines zu fertigenden Gemähldes nicht nur einer Vorstellung der Ariadne auf Naxos beygewohnt, sondern auch auf dem Zimmer die vornehmsten Stellungen von der Schauspielerin wiederholen lassen, und nach gehöriger Prüfung diejenige für die geschickteste befunden, in welcher Ariadne würklich gemahlet ist. Es ist die Stelle, wo sie die traurige Überzeugung erhält, von ihrem Theseus velassen zu seyn, wo also das Hauptinteresse des Stücks anfängt, welches von nun an immer zunimmt, je höher Angst und Schrecken bey jener anwächst. Es ist daher kein schon ausgeweinter Schmerz; Ariadne steht vielmehr wie in Jammer versunken, ganz vom Schrecken betäubt, staunend über dies unerwartete Schicksal da. Von Ruhe ist hier keine Spur, wohl aber von der äußersten Verlegenheit alle Kennzeichen vorhanden.“

Bis 1789 befand sich das Porträt von Esther Charlotte Brandes nachweislich noch im Besitz von Johann Christian Brandes, wie aus seinem Schreiben an Anton Graff vom 22. Januar 1789 hervorgeht. Danach verlieren sich die Spuren des Originalporträts, dass durch eine Nachlassregelung oder auf anderen Wegen aus der Familie gekommen sein muss.
Die neue Mode à la grecque, mit welcher Graff im Porträt von Esther Charlotte Brandes 1776 einen Erfolg feierte, missfiel jedoch dem Kurfürsten:

„So malte er einst die Churfürstin, und gab ihr ein idealisches, oder wie man es damals hieß, griechisches Gewand, so wie er nicht lange vorher die Schauspielerin Brandes als Ariadne mit Beyfall gemalt hatte; das Bild wurde recht hübsch gefunden, und man konnte die Stunde nicht erleben, wo es der Churfürst besichtigen sollte; aber dieser, ein ernsthafter Herr, der seine Gemahlin nicht gern in theatralischem Gewande sah, ging unwillig bey dem Bildnisse vorüber, nannte es à la grecque, und würdigte den Maler keines Blickes.“

### Ifflandsche Affäre

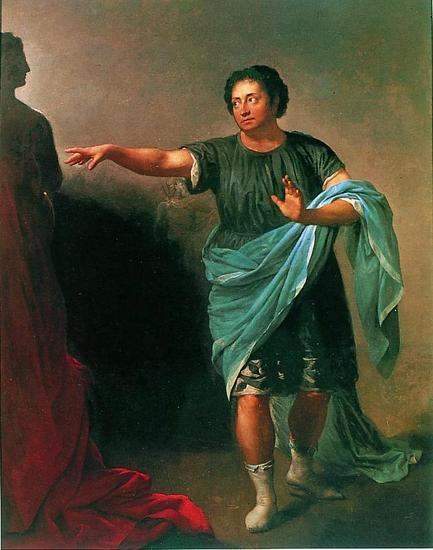
August Wilhelm Iffland als Pygmalion im Melodrama von Jean-Jacques Rousseau (unten bezeichnet: A. Graff pinx: 1800). Iffland, bekleidet mit einer grauen Tunika und einer hellblauen Toga, ist der Frauenstatue zugewandt und im Begriff zu sagen: „Aber eine Seele fehlet dir, deine Gestalt kann ihrer nicht entbehren.“ Die Handbewegung des rechten Arms nimmt das Motiv von Michelangelos Beseelung Adams durch Gottvater auf. Im Hintergrund sind ein Höhleneingang sowie die Statue des Apoll von Belvedere zu sehen

Mit seinem liebenswürdig heiteren und unterhaltsam angenehmen Wesens musste Graff auch die Eigenheiten seiner Kunden ertragen, beispielsweise die Ungeduld Schillers oder die Unzuverlässigkeit bei Terminabsprachen. Auch die Bezahlung für gelieferte Bilder bereitete Graff zuweilen Sorgen. So war der Schauspieler August Wilhelm Iffland der Meinung, sein Porträt, das ihn in seiner Rolle als Pygmalion (im Melodrama von Jean-Jacques Rousseau) zeigt, nicht bezahlen zu müssen, da es für Graff zweifelsohne eine Ehre gewesen sei, ihn porträtieren zu dürfen. Graff nahm es mit Humor und überlegte sich im Scherz, ein zweites Porträt von Iffland anzufertigen, in dem er ihn in seiner Rolle als Pygmalion darstellen würde, so wie er wirklich war. Denn Graff sagte, dass er Iffland in diesem Porträt sehr veredelt habe, damit er in dieser Rolle nicht lächerlich erscheine. Graff meinte weiter, dass allein das Gerücht um so ein mögliches Porträt Iffland schon zum Zahlen bewegen würde. Unterstützt von seinen Freunden behielt sich Graff jedoch juristische Schritte gegen seinen Schuldner vor.
„(…) Ueberhaupt aber fand er [Graff], was alle finden, ein Porträtmaler sey ein geplagter Mann, weil er seinen Geschmack so oft geschmackloser Mode unterordnen, und seine Umrisse vom Schneider und Friseur bestimmen lassen muss, und nicht machen kann, was er will. Indeß wer einen Namen hat, darf sich auch schon mehrere Freyheit bedienen. Als er [Graff] einst eine alte vornehme Damen malte, konnte er es ihr gar nicht recht machen, gleichwohl fügte er sich lange mit grosser Gelassenheit; wie sie aber endlich verlangte, er sollte jetzt noch einmal mitten in der Arbeit aufhören, und mit einem andern Maler und einem Cavalier consultiren, ging ihm, der, obgleich ein Schweizer, nicht gern ad referendum nahm, die Geduld aus; er malte ihr einen Schnurrbart hin, und lief davon“.

### Preisgestaltung und Zahlungsmoral
Der Preis für ein Porträt von Anton Graff hing von der Größe sowie den stofflichen und dekorativen Details ab. Bei der Anfertigung von Porträts in Uniform schlug sich die Ausarbeitung von Details bei Rangabzeichen und Orden oder die detailgetreue Wiedergabe eines Harnischs im Preis nieder. Dasselbe galt für die Damenporträts. Aufwendige Stoffmuster, verschiedenartige Materialien wie Pelz oder Spitze sowie weitere Dekorationen wie Schmuck mussten extra bezahlt werden. Auch verteuerte sich das Porträt, sollten die Hände der zu Porträtierenden sichtbar sein, wobei sich der Preis pro sichtbarer Hand verstand.
Die Ernennung von Anton Graff zum Professor für das Porträtfach an der Dresdner Kunstakademie am 20. Juni 1789 hatte Auswirkungen auf die Preise, die er für seine Arbeit verlangen konnte. Graff war einer der gefragtesten und meist geschätzten Porträtisten seiner Zeit. Während er in Augsburg für ein Porträt (Brust- oder Hüftbild) erst 20, später 30 Gulden verlangte und in Dresden von 1766 bis 1789 seine Preise auf 30 Taler erhöhte, verlangte er nun 50 Taler für ein Porträt ohne Hände und bis zu 100 Taler, sollten beide Hände sichtbar sein.
Im Gegensatz zu manch anderen Künstlern ließ sich Graff nie im Voraus für seine Gemälde bezahlen, obwohl er damit ein Risiko einging. Denn die Zahlungsmoral seiner Kundschaft war nicht immer die beste. Öfters musste Graff nach Ablieferung der Gemälde seine Auftraggeber mehrmals zur Zahlung ermahnen. Im Falle von Zahlungsverzögerungen seiner Kundschaft konnte Anton Graff auf die Hilfe seiner treuen Freunde zählen. So ließ sich Daniel Chodowiecki durch nichts abhalten, von Anfang September 1789 bis Anfang Februar 1790 immer wieder Graffs Honorar für das Porträt der Königin Elisabeth Christine einzufordern, welches im Juli 1789 nach Berlin geliefert worden war. Schließlich erfolgte die Zahlung von 16 Louis d’or 1790. Auch kam es vor, dass er gar keine Bezahlung erhielt, wie beispielsweise beim schon genannten Porträt des Schauspielers August Wilhelm Iffland.

## Selbstporträts

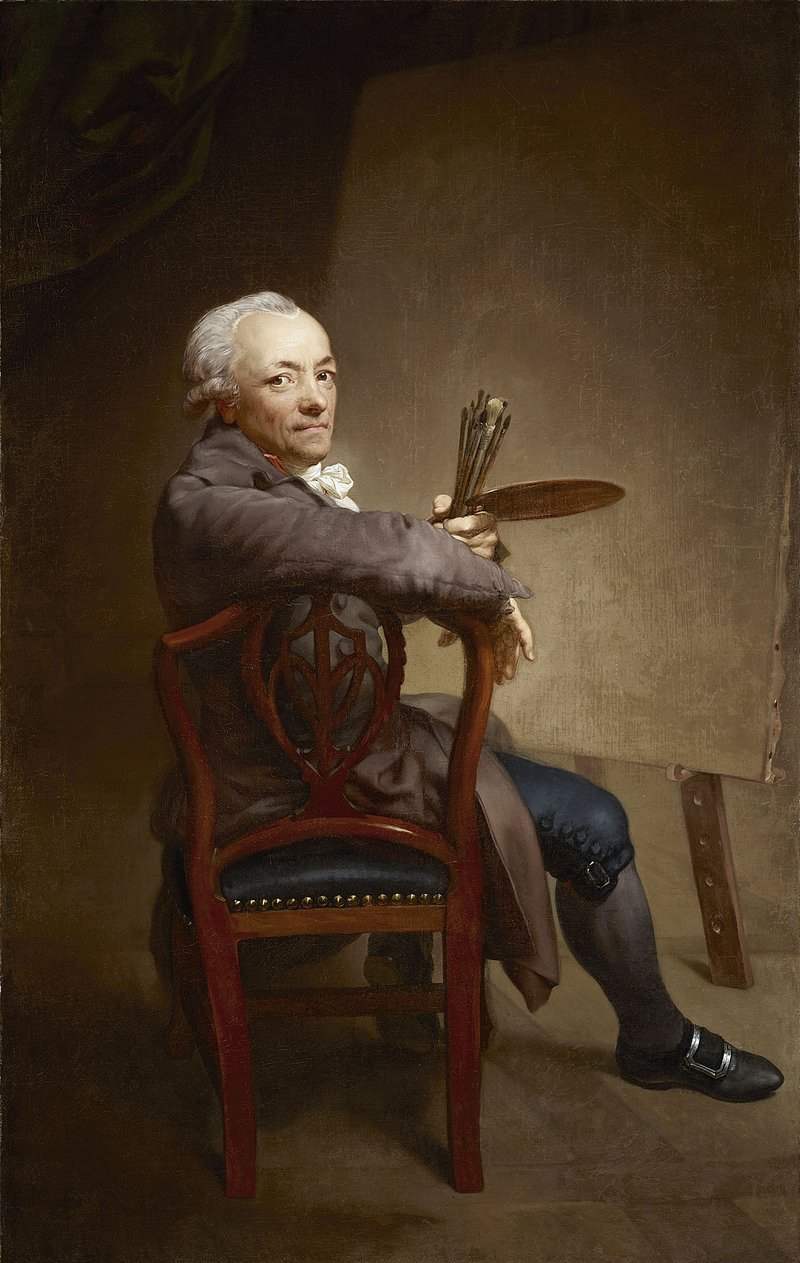
Selbstporträt (1794/95), von Theodor Heuss als das Selbstporträt von Dresden bezeichnet

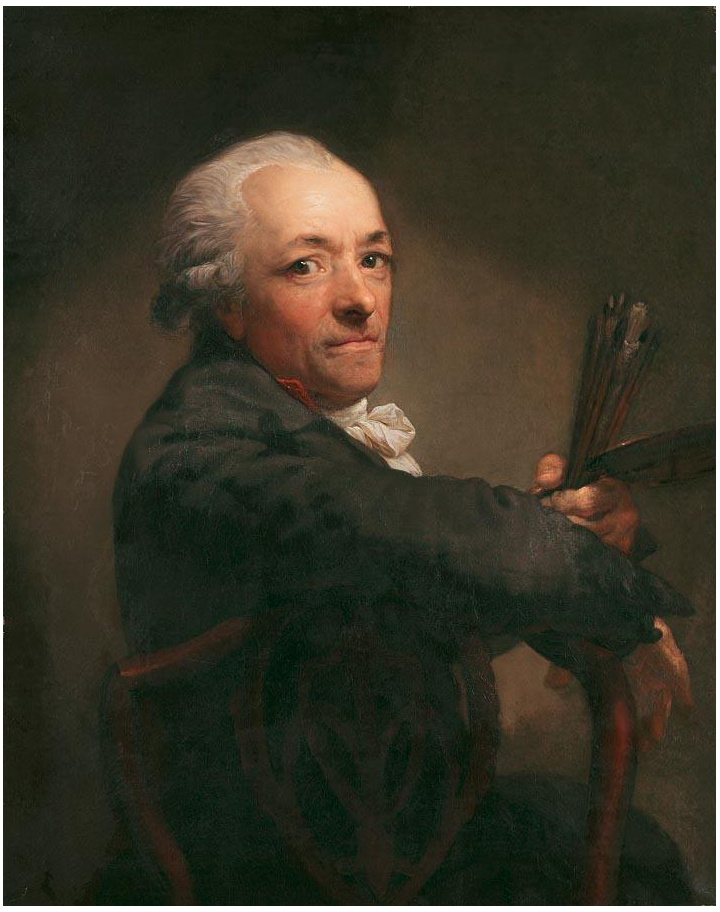
Anton Graffs Teilreplik des Selbstporträts (um 1795)

Graff malte über 80 Selbstporträts, welche er oft an Freunde und Gönner verschenkte oder im Auftrag von Kunden und Mäzenen schuf. Da die Selbstbildnisse des hoch geschätzten Malers bei den Sammlern begehrt waren, fertigte er aufgrund der großen Nachfrage zahlreiche Repliken an.
Ein weiterer Grund für die Anfertigung derart vieler Selbstporträts war sein Interesse an der Physiognomie des Menschen und deren Veränderungen aufgrund des Alterungsprozesses. Graff war ständig bemüht, seine Kunst zu vervollkommnen, seine Selbstporträts dienten ihm auch zum Selbststudium.
Der spätere deutsche Bundespräsident Theodor Heuss widmete Anton Graff 1910 eine Studie. Unter anderem hielt er darin fest: „Dresden hat ein Selbstporträt. Da sitzt er vor der großen Leinwand, wendet den Oberkörper keck und unbefangen zum Beschauer und legt den Arm leicht über die Stuhllehne, wie wenn jemand, während er arbeitete, ins Zimmer getreten sei, dem er sich nun prüfend zukehrt, ohne die Absicht, sich weiter stören zu lassen. Ein köstliches Bild, in Zeichnung von unendlich leichter und sicherer Raumwirkung. Dies Selbstporträt atmet ein schönes phrasenloses Selbstbewusstsein und Gelassenheit, und begreift man seinen Stil, dann weiß man, dass Graff nicht bloß für den formalen und ästhetisierenden Kunstgeschichtler vorhanden ist, sondern in seinem Werk wie in seinem eigenen menschlichen Wesen eine knappe, scharfe Formel der besten Art seiner Periode darstellt. Er ist so in gewissem Sinn geschichtliches Urkundenmaterial.“
Anton Graff präsentierte dieses Selbstporträt 1795 auf der jährlichen Ausstellung an der Kunstakademie Dresden. Vermutlich aus dem Nachlass von Carl Anton Graff wurde das Gemälde 1832 für die Dresdner Gemäldegalerie angekauft.
Zu einer Teilreplik, einem Hüftporträt dieses Selbstporträts, die Graff wohl kurz nach dem Ganzporträt geschaffen hatte, hatte sich bereits Goethe geäußert, als er am 30. August 1797 Johann Gotthard von Müller in Stuttgart besuchte, der gerade damit beschäftigt war, dieses Hüftporträt für Johann Friedrich Frauenholz in Kupfer zu stechen:

„Professor Müller’n fand ich an dem Graffischen Portrait, das Graff selbst gemahlt hat. Der Kopf ist ganz vortrefflich, das künstlerische Auge hat den höchsten Glanz; nur will mir die Stellung, da er über einen Stuhlrücken sich herüber lehnt, nicht gefallen, um so weniger da dieser Rücken durchbrochen ist und das Bild also unten durchlöchert scheint. Das Kupfer ist übrigens auf dem Wege gleichfalls sehr vollkommen zu werden.“

## Bildgestaltung

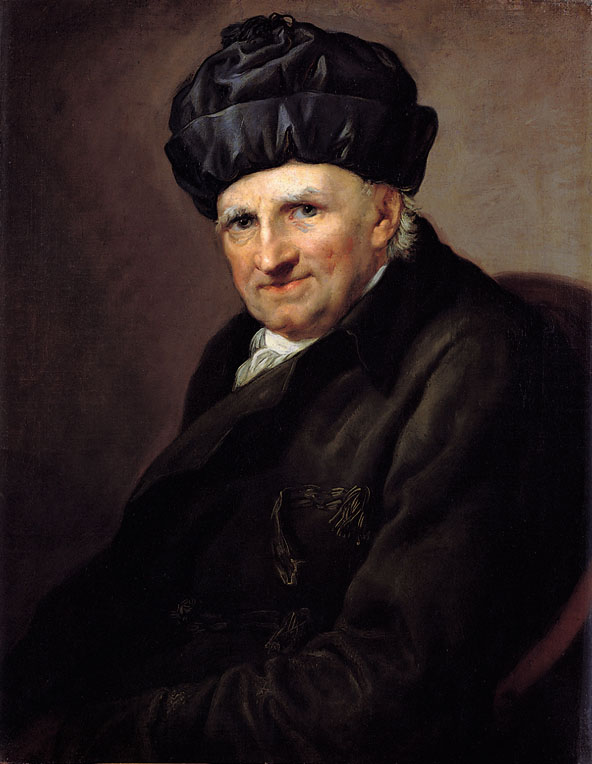
Johann Joachim Spalding (1800)

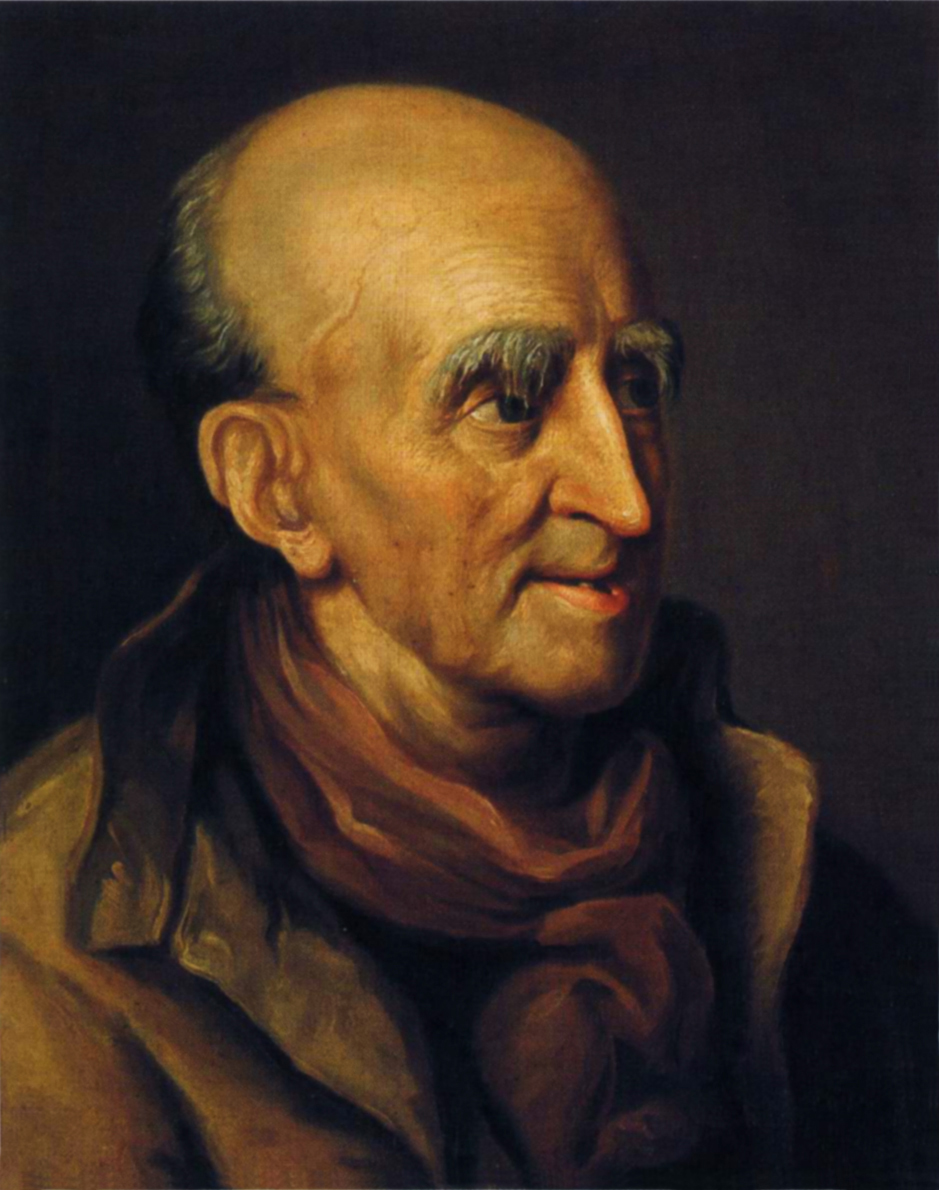
Johann Jacob Bodmer, gespiegelte Kopie im Gleimhaus nach dem Porträt von Anton Graff

Anton Graff konzentrierte sich bei seinen Porträts stets auf das Wesentliche, auf das Gesicht seines Gegenübers. Insbesondere galt seine Aufmerksamkeit den Augen als wichtigster Quelle zur Erfassung der Persönlichkeit eines Menschen. Die Augen leuchten als Haupt- und Mittelpunkt aus Graffs Porträts heraus. Graffs gemalte Gesichter sind bei aller Differenzierung der Charaktere lebensbejahend. Keine Trauer, aber auch kaum ein Lächeln beherrscht die Züge. Es sind aufgeklärte, selbstbewusst in sich ruhende erwachsene Menschen, Bürger ohne Empfindsamkeit und Pathos.
Graff malte die zu Porträtierenden meist in einfachen und natürlichen Stellungen. Ist der Körper leicht nach links oder nach rechts gewandt, so blicken die Augen gerade auf den Betrachter. Ist der Körper von vorn gesehen, so ist der Blick nach links oder rechts gerichtet. Selten sind Kopf und Körper gleichmäßig dem Betrachter zugewendet oder gleichmäßig im Profil gesehen. Die Arme hängen entweder frei herab oder sie sind übereinander gelegt oder der eine Arm hängt herab, während die Hand des andern in der vorn aufgeknöpften Weste oder der Tasche des Rockes verborgen ist.
Graff verzichtete in seinen Porträts weitestgehend auf allegorisches Beiwerk und übertriebene Staffage. Mit Vorliebe malte Graff Brustbilder in Lebensgröße mit neutralem Hintergrund, mit oder ohne Hände. Hände malte er bei Brustbildern oder dem Format der Halbfigur nur, wenn er es für lohnend hielt, etwa bei Künstlern oder schönen Frauen. Schon Johann Caspar Füessli bemerkte: „Edle Züge, und in seinen Köpfen richtige Zeichnung, schöne Formen in Händen, und eine glänzende und starke Farbe, sind Theile, welche Graff schätzbar machen.“
Salomon Gessner, der seinen Sohn Conrad (1764–1826) zwecks Komplettierung seiner Ausbildung als Maler zu Graff nach Dresden geschickt hatte, wies seinen Sohn in einem Brief vom 5. September 1784 an, den Winter hindurch hin und wieder einmal einen Kopf zu malen und so viel wie nur möglich Hände nach Graff zu kopieren: „(…) diese letztern sind einer der schwersten Theile, und der von sehr Vielen vernachlässigt wird (…)“
Graff pflegte seine Porträts in Bleistift-, Kreide- oder Kohlezeichnung, zum Teil schon in der Originalgröße, vorzubereiten und zu entwerfen. Für gewisse Einzelheiten wie Hände und Arme, Beine und Füße sowie allfälliges Beiwerk fertigte er auch Studien an.
Wenn es das Format des Bildes gestattete, deutete Graff durch Anbringung charakteristischen Beiwerks oder durch die Wahl einer charakteristischen Situation auf den Stand des Dargestellten hin. Er malte sich selbst gewöhnlich, wie er, den Kreidestift oder den Pinsel in der Hand, aufmerksam nach dem zu Porträtierenden schaut. Den Kupferstecher setzte er an einen Tisch, auf welchem Kupferplatte und Grabstichel liegen. Der Kunstfreund hält eine Zeichnung, die gebildete Dame ein Buch in der Hand. Der Aristokrat im Kniestück oder in Ganzfigur steht meist in Uniform in weiter Landschaft, die eine Hand auf dem Degenkorb oder in die Hüfte gesteckt, die andere seinen Hut haltend oder in die Tasche gesteckt. Hatte Graff den Auftrag, ein Repräsentationsporträt eines Angehörigen eines Souveränen Hauses zu malen, so zeigt er diesen in einem mit einer Draperie versehenen Interieur mit den Symbolen seines Standes wie z. B. Kurhut, Hermelinmantel und Kommandostab.
Graff verzichtete nicht völlig auf Eleganz, Pose und Idealisierung, als Beispiel dafür wird seine Darstellung Friedrichs II. angeführt. Übertriebene Schmeicheleien sucht man bei Graff jedoch vergebens. So lobte Goethe im 18. Buch von Dichtung und Wahrheit die Ehrlichkeit und Genauigkeit des Porträts von Johann Jakob Bodmer (1781/1782) mit dessen beinahe zahnlosem Kopf, der von den gewaltigen Augenbrauen dominiert wird. Dies Porträt erregte 1910 bei der Anton-Graff-Ausstellung in der Galerie Eduard Schulte in Berlin inmitten der sonstigen Darstellungen wohlgepflegter Herren mit Perücken wegen seiner Realistik besonderes Aufsehen.

### Graff als Charakteristiker

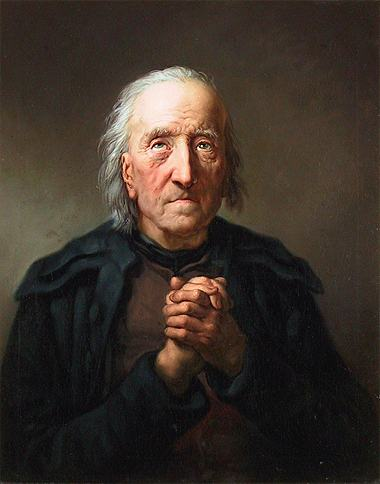
Betender alter Mann (1802)

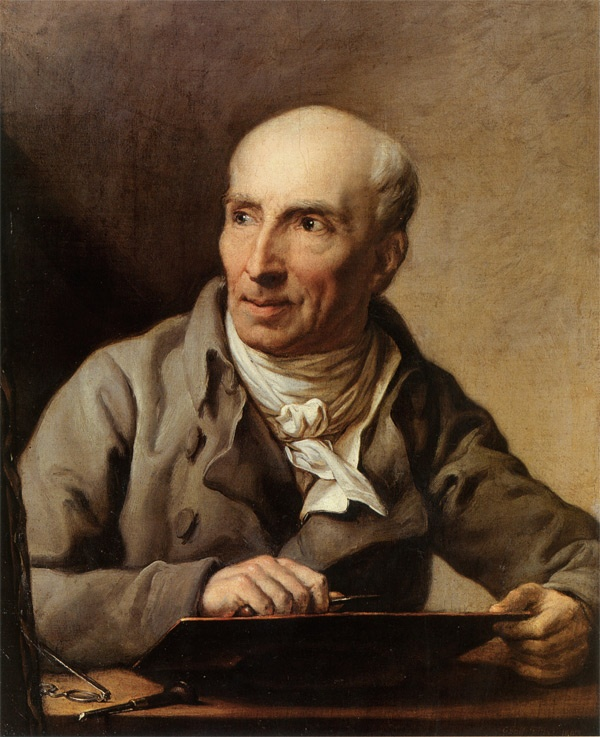
Johann Friedrich Bause (1807)

Graff war stets bemüht, nicht nur die Äußerlichkeiten einer Person akkurat wiederzugeben, sondern auch deren Persönlichkeit, deren seelischen Regungen bildhaft Form zu verleihen. So schrieb Johann Georg Sulzer in seiner Enzyklopädie Allgemeine Theorie der Schönen Künste: „Ich habe mehr als einmal bemerkt, dass verschiedene Personen, die sich von unserem Graff, der vorzüglich die Gabe hat, die ganze Physiognomie in der Wahrheit der Natur darzustellen, haben mahlen lassen, die scharfen und empfindungsvollen Blicke, die er auf sie wirft, kaum vertragen können; weil jeder bis in das Innere der Seele zu dringen scheinet.“ In ähnlicher Weise berichtete von ihm ein anderer Zeitgenosse in der Augsburger Allgemeinen Zeitung von 1803: „Graff trifft, wie man sagen möchte, in höherm Sinne; er malt nicht den Leib sondern den Geist und weiss fast immer mit einem unglaublich glücklichen Takt den Moment zu ergreifen, wo sich nicht bloss eine oder die andere charakteristische Eigenthümlichkeit sondern die ganze Individualität des Innern in dem ruhigen Aeussern abspiegelt.“ Dieser Meinung war auch Johann Wilhelm Ludwig Gleim, der in seinem Brief vom 22. Mai 1785 an Elisa von der Recke schrieb, „er habe nun ein Gelübde getan, sich nie wieder malen zu lassen, als nur von Graff oder Darbes [Joseph Darbes (1747–1810)], diesen Seelenmalern“.
In ihrer Ausgabe vom 16. Mai 1808 berichtete die Zeitung für die elegante Welt über Graffs Beiträge auf der Ausstellung der Kunstakademie Dresden von 1808. Unter anderem stellte Graff bei diesem Anlass ein Porträt seines Freundes und Geschäftspartners Johann Friedrich Bause aus, der als Kupferstecher 45 Porträts von ihm reproduzierte und damit einer breiten Öffentlichkeit bekannt machte:

„(…) Unser ehrwürdiger Veteran Graff hatte seine Tochter mit ihrem Kinde und ihrem Mann, dem ebengenannten trefflichen Landschafter Kaaz gemalt und auch hier seinen alten Ruhm, ein Charakteristiker zu seyn, nicht verleugnet. – Noch mehr aber gefiel des Professor Bause Porträt, voll sprechenden Ausdrucks (…)“

Johann Wolfgang von Goethe lobte im 18. Buch von Dichtung und Wahrheit die Ehrlichkeit und Genauigkeit mit der Anton Graff 1781/82 Johann Jakob Bodmer porträtiert hatte:

„(…) Glücklicher Weise existiert das Bild nach Graff von Bause, welches vollkommen den Mann darstellt, wie er auch uns erschienen, und zwar mit seinem Blick der Beschauung und Betrachtung.“

Anton Graff porträtierte am liebsten Personen, die er schon länger kannte oder deren Verhalten und Eigenheiten er vor der Erstellung eines Porträts schon einige Zeit beobachten konnte. Ulrich Hegner merkte an: „Wenn Graff mit den Personen, die er malen sollte, einige Zeit vorher Umgang pflegen konnte, so war ihm das lieb; da lauschte er unvermerkt auf ihre beste Miene, beobachtete ihre eigenthümliche Haltung, und studierte die natürlichsten und passendsten Farbentöne des Gesichts zusammen, um alles dieses nachher in dem Bilde anzubringen, damit es nicht ein charakterloses Machwerk wird, wie handwerksmässige Bildnissmalerey gewöhnlich liefert (…)“

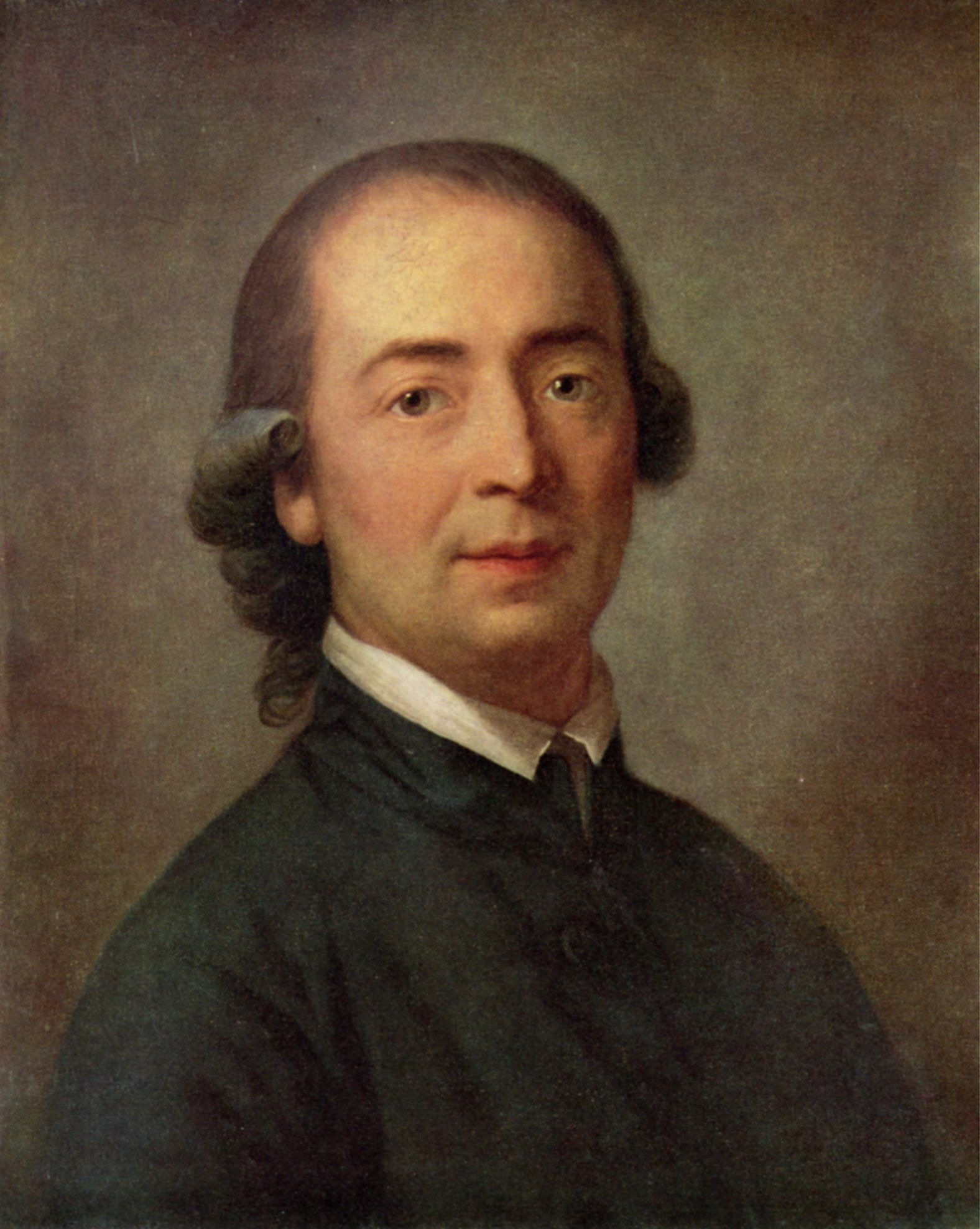
Johann Gottfried Herder (1785)

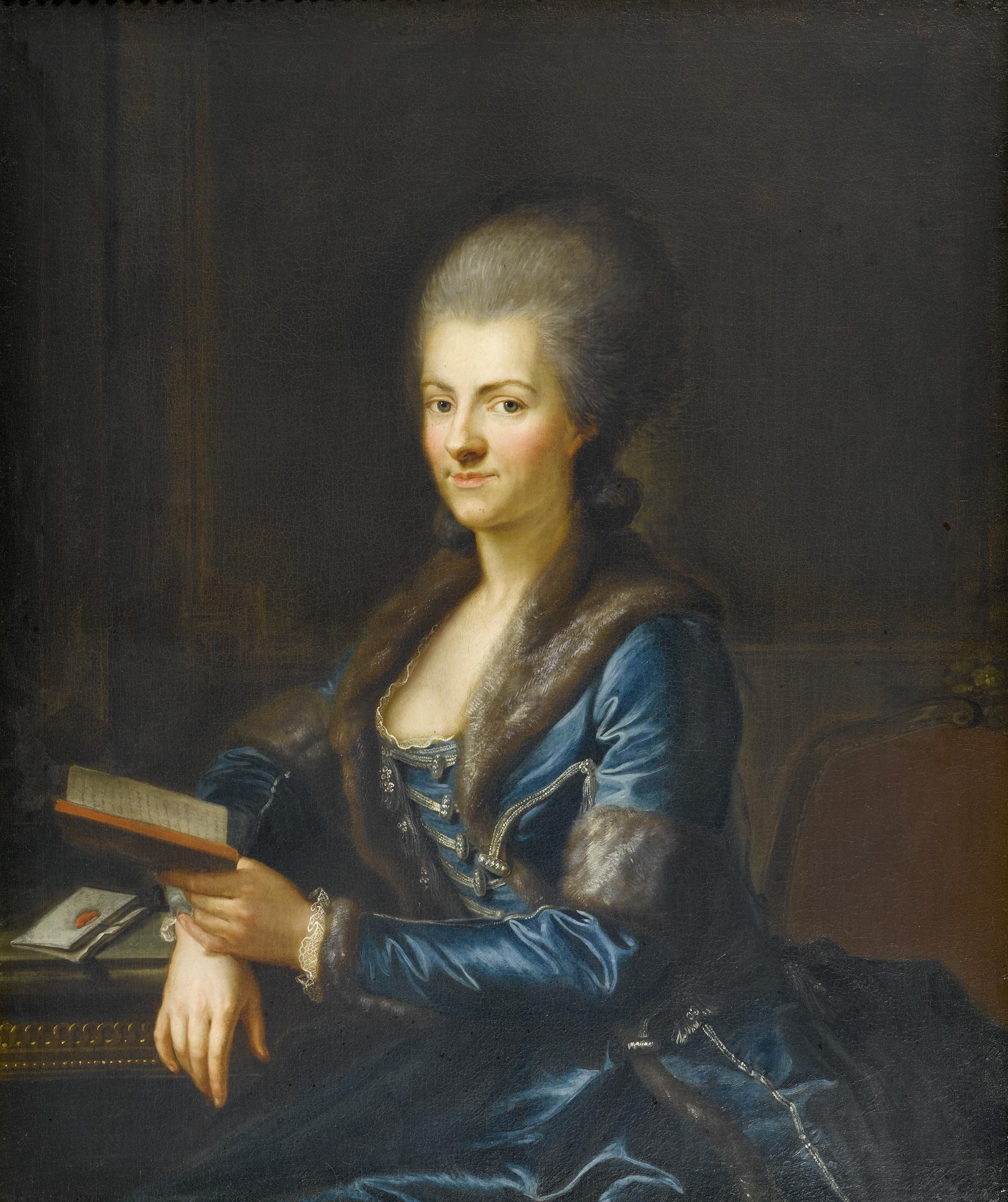
Elisabeth Sulzer, geb. Reinhart, aus Winterthur (1765/1766)

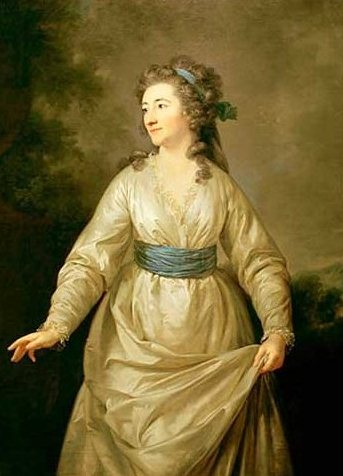
Elisa von der Recke (vor 1790)

Der leicht idealisierende Duktus der Porträts wurde von den Porträtierten mitunter auf ihre eigene Art kommentiert. Über das in Karlsbad entstandene Herder-Porträt schrieb Schiller am 24. Juli 1787 an Körner: „Ich komme von Herder. Wenn Ihr sein Bild bei Graff gesehen habt, so könnt Ihr ihn Euch recht gut vorstellen, nur dass er in dem Gemälde zu viel leichte Freundlichkeit, in seinem Gesicht mehr Ernst ist (…) Über sein Bild von Graff ist er nicht sehr zufrieden. Er holte mir’s her, und ließ mich’s mit ihm vergleichen. Er sagt, dass es einem italienischen Abbé gleichsehe.“
Lessing schrieb in einem Brief vom 29. Juli 1772 an seine spätere Frau Eva: „Sie wissen ja, dass ich voriges Jahr in Berlin mich von Graffen musste malen lassen (…) Sehe ich denn so verteufelt freundlich aus?“ Dieudonné Thiébault war von diesem Porträt, das er in Sulzers Wohnung sah, so gefesselt, dass er darüber schrieb:

„Je citerai une anecdote qui prouve combien M. Graff était un bon peintre. J’allai un jour causer avec M. Sulzer, dont l’appartement était à la suite du mien: je le trouvai avec M. Béguelin, [Nicolaus von Béguelin (1714–1789), preußischer Beamter, Direktor der philosophischen Klasse der Akademie der Wissenschaften zu Berlin], à regarder un grand tableau qui était à peine achevé. Ce tableau me frappa singulièrement: mes yeux s’y reportaient toujours malgré moi. „Voilà,“ me dit M. Béquelin, „un morceau de peinture qui paraît vous occuper beaucoup: dites-nous ce que vous en pensez.“ – „Je parie,“ lui dis-je, „que ce n’est pas un portrait de fantaisie, et que de plus il est très ressemblant.“ – „Et sur quoi en jugez-vous ainsi ?“ – „Sur ce qu’il me semble y découvrir la vérité de la nature, plutôt que les compartiments ou les caprices de l’art.“ – „En ce cas, dites-nous l’idée que ce portrait vous donne de l’original.“ – „L’original doit être un homme de beaucoup d’esprit, mais d’un esprit actif, très-vif et ardent: son caractère participe à ces mêmes qualités, et a de plus une fermeté remarquable, et une gaité très naturelle. Il est bon enfant, ami des plaisirs, et loyal; quoique d’une autre part il y ait du danger à heurter ses opinions ou ses préjugés.“ – „Vous le connaissez donc ?“ – „Non; je n’ai jamais vu l’original de ce portrait.“ – „Eh bien, vous venez de le dépeindre comme si vous aviez passé votre vie avec lui: c’est le portrait de M. Lessing, que M. Graff vient de faire.“ – „C’est,“ dis-je, „un compliment pour M. Graff, car je n’ai jamais vu M. Lessing.““

### Meister des Lichts und der Draperie
Anton Graff verstand, mit Licht und Schatten zu arbeiten. Dies erkannte auch Johann Christian Hasche, als er 1784 bei der Betrachtung eines von Graff geschaffenen Herrenporträts schrieb:

„(…) bis zum Leben in einer Kraft von Licht und Schatten colorirt, daß man wahre Natur zu erblicken glaubte.“

In den Porträts von Graff ist das Licht stets auf das Gesicht gerichtet, mit Fokussierung auf die Stirn. Handelte es sich bei seinem Modell um eine Dame, so schenkte er auch deren Dekolleté die gebührende Aufmerksamkeit. Diese Malweise geht auf seine Zeit in Ansbach zurück, wo er Gelegenheit hatte, Gemälde von Johann Kupetzky zu studieren. Bei der Betrachtung von Kupetzkys Bildern wurde Graff das Problem der Beleuchtung, der Wechsel von Hell und Dunkel, das ausgewogene Verhältnis zwischen hervortretendem Gesicht und zurückliegendem Hintergrund bewusst. So fand bei ihm auch die herbe, auf das rein Menschliche gerichtete, oft von allem Höfisch-Konventionellen befreite Art Kupetzkys Bildniskunst, in der das Bürgerliche absolute Realität gewinnt, ihren Niederschlag.
Während seiner Zeit in Ansbach kam Graff auch mit Porträts von Hyacinthe Rigaud in Kontakt. Die beispielhafte Wiedergabe des Stofflichen, des Samtes und der Seide des französischen Hofmalers wurde ihm zum Vorbild. Graff verstand in hervorragender Weise, Pelz sowie verschiedene stoffliche Materialien, namentlich Samt und Seide, und deren Faltenwürfe realitätsnah wiederzugeben. Elisabeth Sulzer porträtierte er 1765/1766 sitzend in einem blauen Seidenmanteau, besetzt mit silbernen Tressen und einem Kragen und Bordüren aus graubraunem Pelz.
Zur Entstehung des vor 1790 entstandenen Porträts von Elisa von der Recke, Stiefschwester von Dorothea von Biron und Gönnerin von Anton Graffs späterem Schwiegersohn Karl Ludwig Kaaz schrieb Gustav Parthey: „Einst hatte sie mit Goeckingk, Zollikofer und andern Notabilitäten ein Diner bei Nicolai eingenommen, und musste nachher noch an den Hof gehn. Sie hob mit der Linken die Schleppe ihres grauseidnen Kleides auf, machte mit der Rechten eine anmuthig grüßende Bewegung und sagte: ‚Nun, meine Herren, muss ich mich empfehlen.‘ Begeistert von der unbeschreiblichen Würde dieser Erscheinung, rief Goeckingk: ‚So muss Graff sie malen!‘ Diese Idee wurde später wirklich ausgeführt (…)“ Von dem Porträt sind drei Fassungen bekannt, wobei deren Reihenfolge unklar ist.

## Anton Graffs künstlerische Entwicklung

### Porträtmalerei

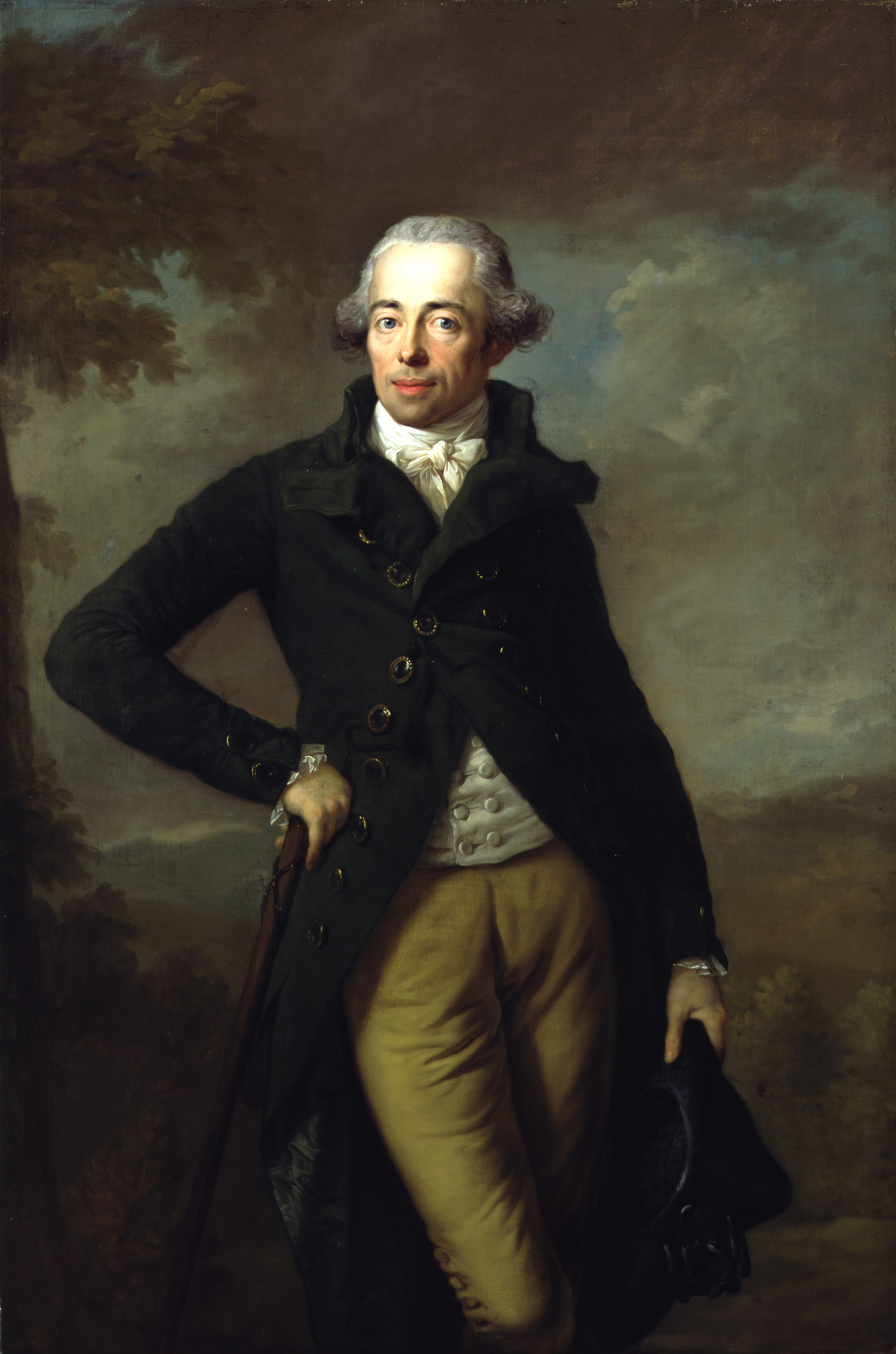
Fürst Heinrich XIV. Reuß zu Greiz (1789)

Graffs künstlerische Entwicklung vollzog sich im Wesentlichen in vier Phasen. Die erste Phase, die bis Ende der 1760er Jahre reichte, diente der Suche nach der persönlichen Form. Als Darstellungstypus wählte Graff für seine Porträts meist das Brust- oder Hüftstück, frontal oder mit leichten Wendungen zur Seite. Er verwendete helle, zuweilen kontrastreich leuchtende und sich scharf gegeneinander abgrenzende Farben ohne Übergang.
Die von Graff wenig geliebten Perücken des Rokokos verschwanden allmählich und an die Stelle des feinsinnigen Lebensgefühls, gepaart mit vornehm-zarter Sinnlichkeit und Leichtfüßigkeit, traten ab etwa 1760 die Tugenden des Klassizismus. In der Malerei wurde die Natur in ihrer Schönheit idealisiert, sollten doch die Kunstwerke nicht nur schön und edel, sondern auch erziehend sein. Diese Epoche entsprach Graffs Naturell, wobei er bereits einen Schritt weiter ging und die Natur nicht idealisierend, sondern realistisch darstellte. Graff kann als der Porträtist im deutschen Sprachraum gelten, der mit Geschmack und Erfolg einen gewissen Realismus in der Porträtmalerei durchsetzte.
Graffs zweite Phase wurde mit den zahlreichen Porträtaufträgen von Philipp Erasmus Reich eingeleitet. Sie markierte die Wendung zu einem bewussten Realismus. Die Farben wurden wärmer und gedämpfter und tauchten in ein harmonisches Hell-Dunkel ein. Das Gesicht – als Zentrum des Porträts – fügte sich weich in das Ensemble ein. Es war die Phase des nachwirkenden Einflusses Johann Kupetzkys.
Graffs dritte Phase begann Ende der 1770er Jahre und reichte bis zur Schwelle des 19. Jahrhunderts. Hier wird vor allem der Einfluss seiner englischen und teils auch französischen Malerkollegen sichtbar. Graff wechselte zu einer hellen, lebhaft kühlen Farbigkeit. Die Farbtöne waren nun untereinander und mit dem Hintergrund in harmonischer Weise verbunden. Seine Malweise wurde großformatig, lebendiger und auch etwas skizzenhaft. Vor allem bei Knie- und Ganzporträts, die in dieser Phase vermehrt vorkamen, dienten ihm nun Landschaften als Hintergrund, so wie es auch in England der Mode entsprach. Prunk- und Schaustücke entstanden nur, wenn fürstliche Persönlichkeiten zu porträtieren waren. Eigentliche Parade- und Repräsentationsgemälde fertigte Graff vor allem im Auftrag der Höfe von Dresden und Berlin sowie für diesen Höfen nahestehende Kreise. Gruppenbilder waren selten; neben seinen eigenen Familienbildern ist jenes um 1780 entstandene der Familie des Rittmeisters Ludwig Wilhelm von Stieglitz wohl das bekannteste.
In der vierten Phase wandte sich Graff wieder mehr dem Format des Brust- und Hüftstücks zu, vielleicht auch mit Rücksicht auf seine Sehkraft. Die Farben wurden dunkler, pastos kraftvoll im Auftrag und durch farbige Schatten schwimmend in den Übergängen. Graffs Maltechnik wirkt nun beinahe impressionistisch.

### Landschaftsbilder

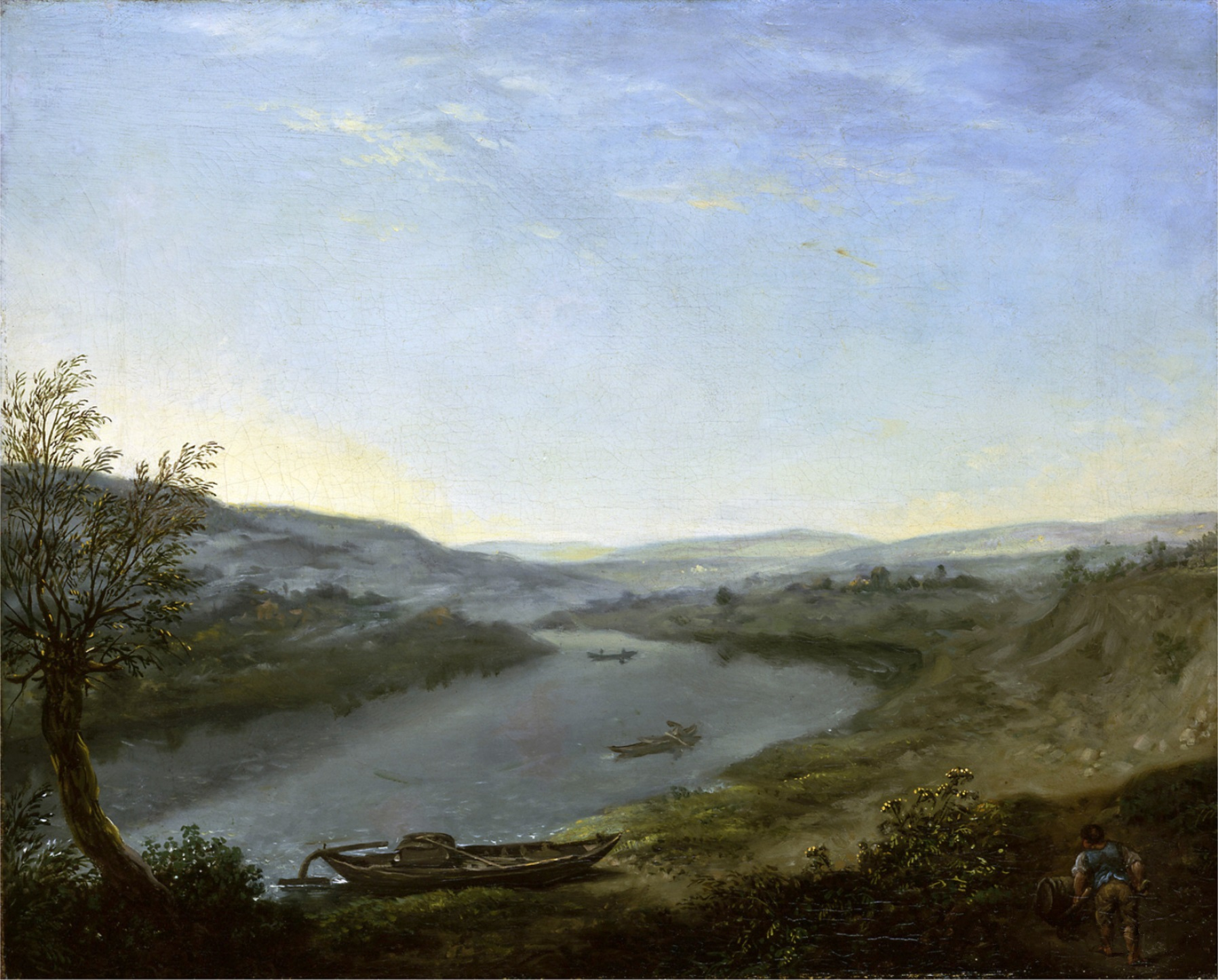
Die Elbe bei Blasewitz oberhalb Dresdens am Morgen (um 1800)

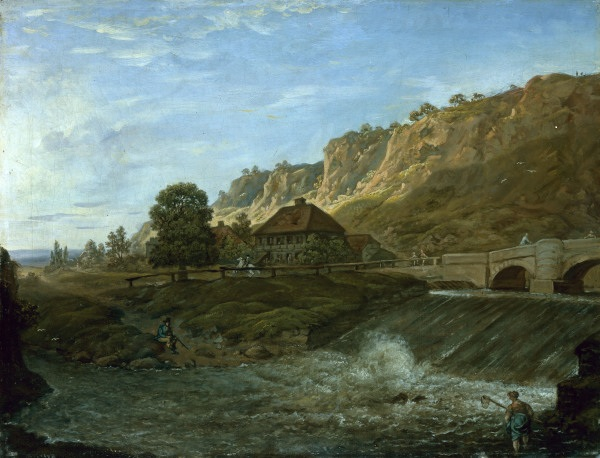
Der Eingang in den Plauenschen Grund

Die ersten Anzeichen des später aufkommenden Impressionismus sind auch in seinen Landschaftsbildern sichtbar, welche er in seinen späteren Jahren zu malen begann. Philipp Otto Runge und Caspar David Friedrich ließen sich von seiner Landschaftsmalerei beeinflussen.
Um 1800 malte Anton Graff Die Elbe bei Blasewitz oberhalb Dresdens am Morgen; die Familie Graff verbrachte die Sommermonate in Blasewitz. Dort lernte Graffs Tochter Caroline Susanne 1796 ihren späteren Ehemann Karl Ludwig Kaaz kennen. Graff schenkte das Bild seinem Freund Daniel Friedrich Parthey. Dessen Sohn Gustav Parthey zufolge habe Graff gegenüber seinem Vater geäußert, „dass er vorher niemals Landschaften gemalt, und sich bei einem Sommeraufenthalte in Loschwitz gelangweilt; da habe er gedacht, wer einen stets sich verändernden Kopf treffen könne, der werde auch eine stillstehende Landschaft treffen“. Möglicherweise von seinem Sohn Carl Anton Graff stammt eine Kopie, die sich einst in der Wohnung von Elisa von der Recke in Dresden befand; auf dieser Kopie befindet sich der Weidenbaum am rechten Bildrand.
Auf weitere Landschaftsbilder von Graff weisen die Schilderungen über die Dresdner Wohnung von Elisa von der Recke durch Konstantin Karl Falkenstein im von ihm herausgegebenen Werk Christoph August Tiedge’s Leben hin, das dessen Biografie und poetisches Werk enthält. Dort heißt es: „Hatte man den heitern mit Steinplatten belegten Hof des fast ländlichen Hauses durchschritten, so führte die Treppe in ein geräumiges Vorzimmer, dessen Wände durch mehrere landschaftliche Gemälde von der Hand des berühmten Hofmalers Anton Graff geschmückt waren, welche Naturscenen aus der Umgegend von Dresden, als: die Dörfer Loschwitz, Blasewitz [vermutlich handelte es sich bei diesem Gemälde von Blasewitz um jene Kopie, welche möglicherweise von Carl Anton Graff nach dem Original seines Vaters angefertigt wurde], den Plauischen Grund usw., darstellten, und um so mehr Aufmerksamkeit verdienten, da der große Porträtmaler erst im späteren Alter und gleichsam nur zu seiner Erholung sich dem Studium der Landschaftsmalerei widmete und auch in diesem Fache geniale Werke schuf (…)“
Über diese vier Landschaftsbilder schrieb Otto Waser: „sie sollen die vier Tageszeiten veranschaulichen im Wechsel ihrer Stimmungen. Unbedingt obenan steht die Elbgegend oberhalb Dresden, diese Flusslandschaft mit Frühmorgenstimmung. Als das dunkle Seitenstück dazu und in ähnlicher Weise gross und einheitlich im Vortrag gibt sich die Mondscheinlandschaft, das Nachtstück, Blasewitz bei Dresden: wie unberührt war damals noch diese durch Schiller berühmt gewordene Stätte! Neben diesen meisterlichen Pendants, die beide gleichermaßen geschlossen wirken, und zwar linear in ein Oval gesammelt, muten die beiden andern Bilder, Mittag und Abend, kleinlicher und minder einheitlich an, mit mehr Einzelwerk und mehr Details auch in der Form, sodass man für sie frühere Entstehung annehmen möchte: helle Sonnigkeit liegt über Plauen bei Dresden, Abendstimmung über dem Eingang in den Plauenschen Grund.“

### Silberstiftzeichnungen

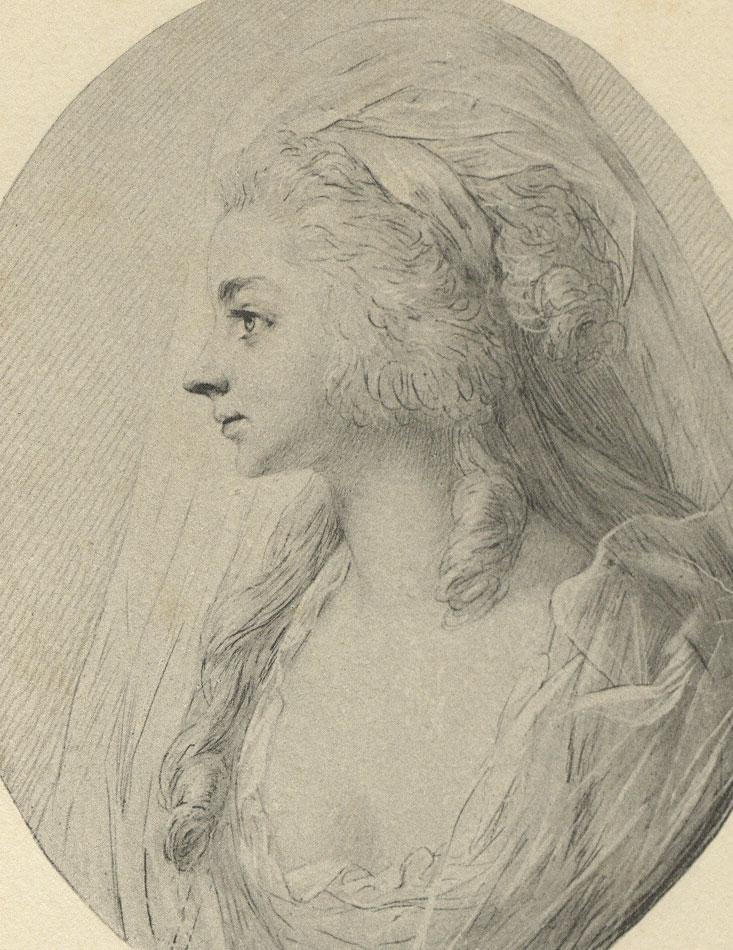
Sara Levy (1785/1786)

Nach seinen eigenen Angaben schuf Anton Graff zwischen 1783 und 1790 insgesamt 322 Silberstiftzeichnungen in der Manier des französischen Malers Jean-Baptiste Carvelle, der diese alte, schon im 15. Jahrhundert verbreitete Technik wiederentdeckt hatte. Es handelt sich um Zeichnungen auf Pergamentblättchen mit einem Silberstift, die mit Bimsstein- und Karminpulver bestäubt wurden und so eine zarte farbige Tönung erhielten. Anlässlich seines Badeaufenthaltes in Töplitz 1783 kam Graff auf den Gedanken, ebenfalls solche Miniaturzeichnungen herzustellen. Dort und während seiner Aufenthalte in Karlsbad und seiner Reisen in die Schweiz fertigte Graff den größten Teil dieser Silberstiftzeichnungen.
In einem Brief vom 27. Oktober 1784 bedankte sich Daniel Chodowiecki bei Graff für eine solche Silberstiftzeichnung mit dem Porträt von Graffs Frau Guste mit den Worten: „(…) Sie haben diese Manier sehr viel weiter Gebracht wie Karwell (…)“ Auch Chodowiecki selbst sowie auch der Maler Joseph Darbes (1747–1810) wurden eifrige Nachahmer Carvelles.
Die Zeichnungen waren sehr beliebt und Graff konnte diese für drei Dukaten pro Stück verkaufen. 1790 musste Graff aufgrund seiner abnehmenden Sehkraft mit der Anfertigung der Silberstiftminiaturen aufhören.

## Geschäfts- und Privatkontakte

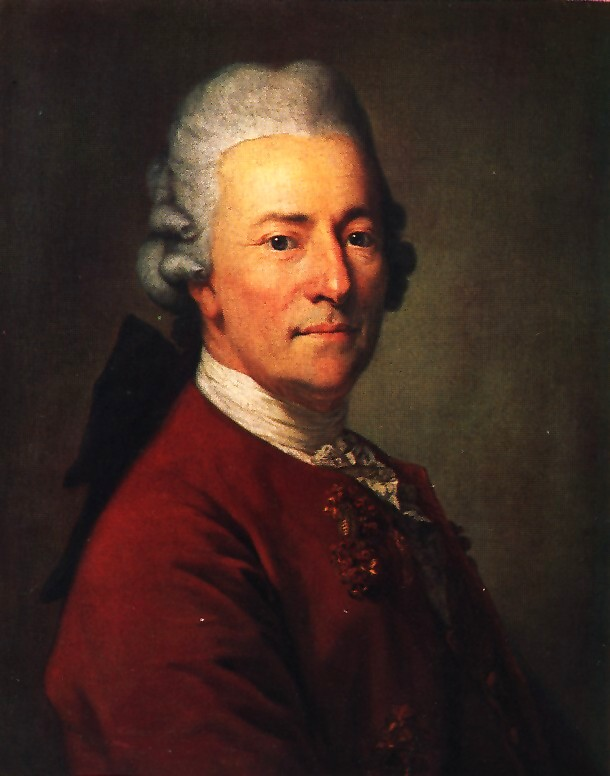
Philipp Erasmus Reich (1774)

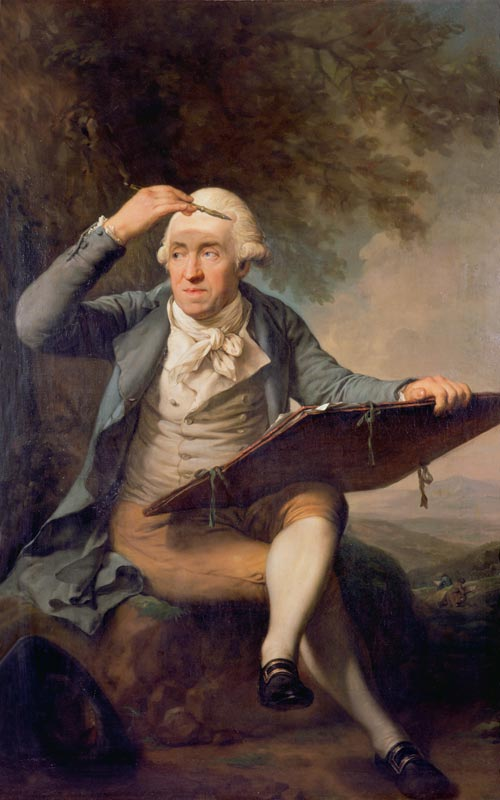
Adrian Zingg, Graffs Freund und Landsmann (um 1796)

Anton Graff freundete sich 1769 mit Philipp Erasmus Reich an, einem Leipziger Buchhändler und Verleger, der von 1746 bis 1787 die Weidmannsche Buchhandlung leitete und ein Reformer des deutschen Buchhandels wurde. Reich engagierte Johann Heinrich Tischbein und Anton Graff, um Porträts seiner gelehrten Freunde anzufertigen. Dies geschah mit dem Ziel, eine Galerie der berühmtesten gegenwärtig lebenden Dichter und Denker zusammenzubringen, nach dem Vorbild der Porträtsammlung im Halberstädter Gleimhaus, dem Musen- und Freundschaftstempel von Johann Wilhelm Ludwig Gleim. Graff malte insgesamt 26 Porträts für Reich, darunter solche von Christian Fürchtegott Gellert, Christian Felix Weiße, Moses Mendelssohn, Gotthold Ephraim Lessing, Johann Christian Stemler, Christian Ludwig von Hagedorn und Karl Wilhelm Ramler. Reich war Graffs größter Einzelauftraggeber. Als sich seine Witwe Friederike Louise Reich, geb. Heye, in ihre Vaterstadt Berlin zurückzog, schenkte sie im Rahmen des Jubiläums des 400-jährigen Bestehens der Universität Leipzig 1809 den überwiegenden Teil der Porträtsammlung der Universitätsbibliothek Leipzig.
Graff war ein geselliger Zeitgenosse. Umgeben von Freunden und in glücklichen Familienverhältnissen lebend, gewann er zu jeder Zeit seinem Leben auch die angenehmen Seiten ab – ganz gleich, ob es sich dabei um Burgunderwein handelte, für den er, laut Eintrag in seinem Schreibkalender vom 12. Februar 1801, 37,5 Taler ausgab, oder um Bootsfahrten auf der Elbe, um wiederholte Besuche der Leipziger Messe oder um fröhliche Tafelrunden. Eine derselben im Mai 1809 veranlasste den Schriftsteller Friedrich Christoph Förster zu folgender Beschreibung Graffs: „(…) Es war ein muntrer alter Herr, der Puder ließ nicht erkennen, ob das Haar meliert, grau oder vielleicht schon weiß war. Obschon er eine Brille trug, blitzten dennoch seine Augensterne durch die Gläser hindurch. Er trug einen braunseidenen Frack mit großen Stahlknöpfen, brüsseler Manschetten und Busenstreif, eine geblühmte blauseidene Weste und schien die Artigkeiten, welche seine Nachbarin, Frau Seydelmann, ihm über seine Toilette machte, gerne anzunehmen (…)“
Graff pflegte Freundschaften mit vielen der von ihm porträtierten Persönlichkeiten, Geschäftspartnern und Kollegen, darunter die Maler Salomon Gessner und Adrian Zingg sowie die Kupferstecher Daniel Chodowiecki und Johann Friedrich Bause, der zahlreiche Porträts von Graff reproduzierte, was dessen Kunst einer breiten Öffentlichkeit bekannt machte. Auch mit Johann Wolfgang von Goethe, den er 1768 in Dresden traf, stand Graff in Kontakt. Goethe begleitete 1778 Herzog Karl August von Sachsen-Weimar-Eisenach und den Fürsten Leopold von Dessau inkognito nach Berlin und nutzte die Gelegenheit, Graff am 16. Mai in Berlin zu besuchen, der dort beruflich zu tun hatte und bei Johann Georg Sulzer in der Heiligengeiststraße 7 im Hintergebäude der Ritterakademie wohnte.
Graff und sein Freund und Landsmann Adrian Zingg, der ebenfalls 1766 an die Kunstakademie Dresden berufen worden war, fühlten sich dort von der Landschaft an ihre Heimat, den Schweizer Jura, erinnert. Sie machten oft gemeinsame Ausflüge in diese Gegend, die sie zur Unterscheidung von ihrer Heimat als die Sächsische Schweiz bezeichneten, womit sie dem Gebiet seinen heutigen Namen gaben. Zuvor wurde der sächsische Teil des Elbsandsteingebirges als Meißner Hochland, Meißnisches Oberland oder Heide über Schandau bezeichnet. „Von ihrer neuen Wahlheimat aus sahen sie ostwärts, etwa einen Tagesmarsch entfernt, ein Gebirge liegen. Es zeigte ein merkwürdig abgeflachtes Panorama, ohne eigentliche Gipfel (…)“ (). Wilhelm Leberecht Götzinger griff den von Graff und Zingg geprägten Namen auf und machte die Sächsische Schweiz durch seine Bücher europaweit bekannt.
Graff porträtierte Adrian Zingg in der Gegend von Loschwitz, mit Blick von oben auf die Elbe und das rechte Elbufer, dessen Hügelreihe im Dunst verschwindet. Im Hintergrund dienen zwei Schüler von Zingg als Staffage. Bei einem ihrer ersten gemeinsamen Ausflüge in die „Sächsische Schweiz“ zeichneten Graff und Zingg Prospekte von der Festung Königstein. Dies kam einigen Ordnungshütern verdächtig vor und sie verhafteten die beiden Schweizer. Das Missverständnis scheint sich aber schnell aufgeklärt zu haben, denn weitere Folgen blieben offenbar aus.

## Privatleben

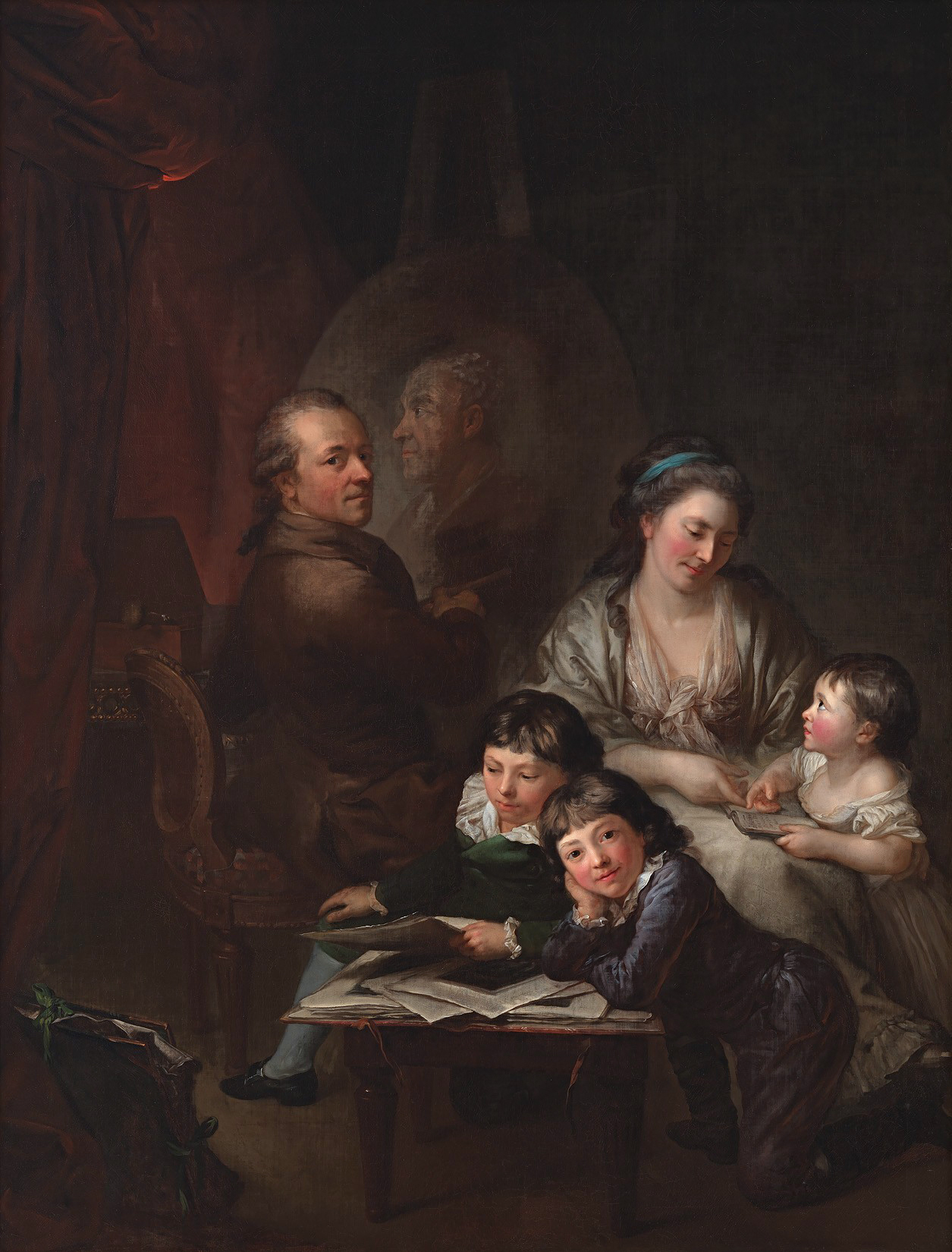
Selbstporträt mit seiner Familie (1785). Im Hintergrund Anton Graff mit dem entstehenden Porträt seines Schwiegervaters Johann Georg Sulzer auf der Staffelei. Im Vordergrund die beiden Söhne Carl Anton und Georg, der seinen Arm auf die Tischplatte stützt, um den zum Betrachter gedrehten Kopf zu halten. Daneben Graffs Ehefrau Elisabetha Sophie Augusta mit dem Töchterchen Caroline Susanne.

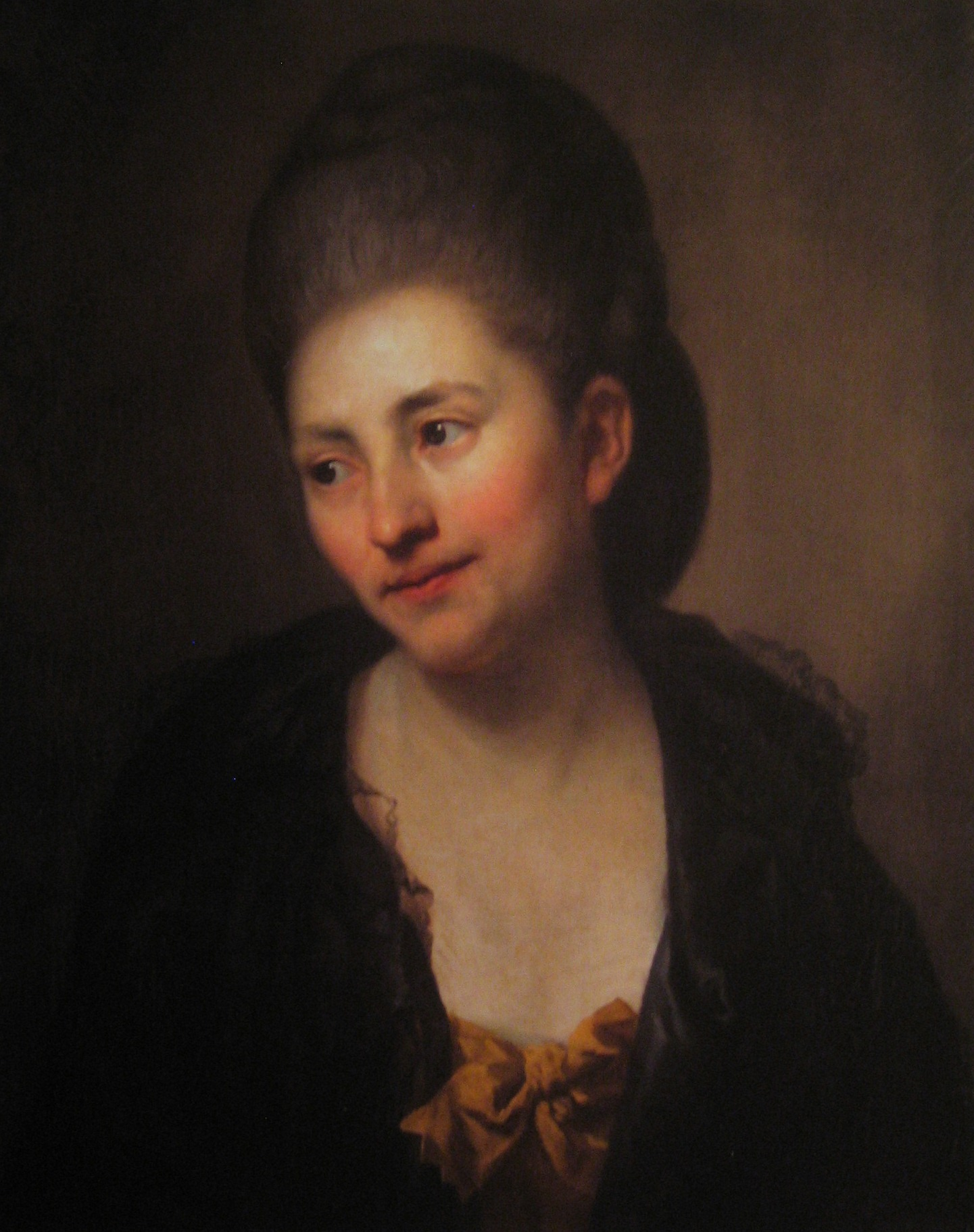
Ehefrau Elisabetha Sophie Augusta Graff, genannt Guste (1753–1812)

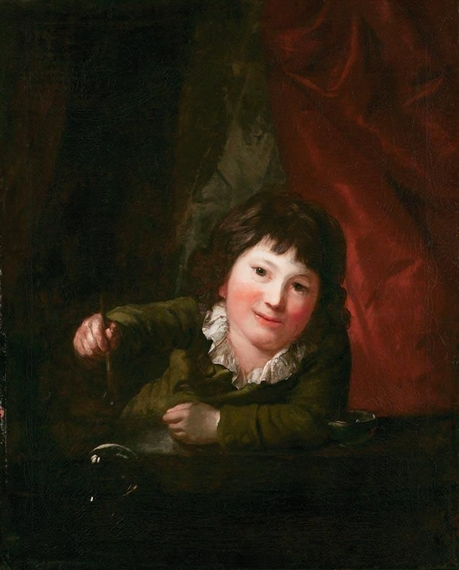
Sohn Georg (1777–1801) beim Spiel mit Seifenblasen

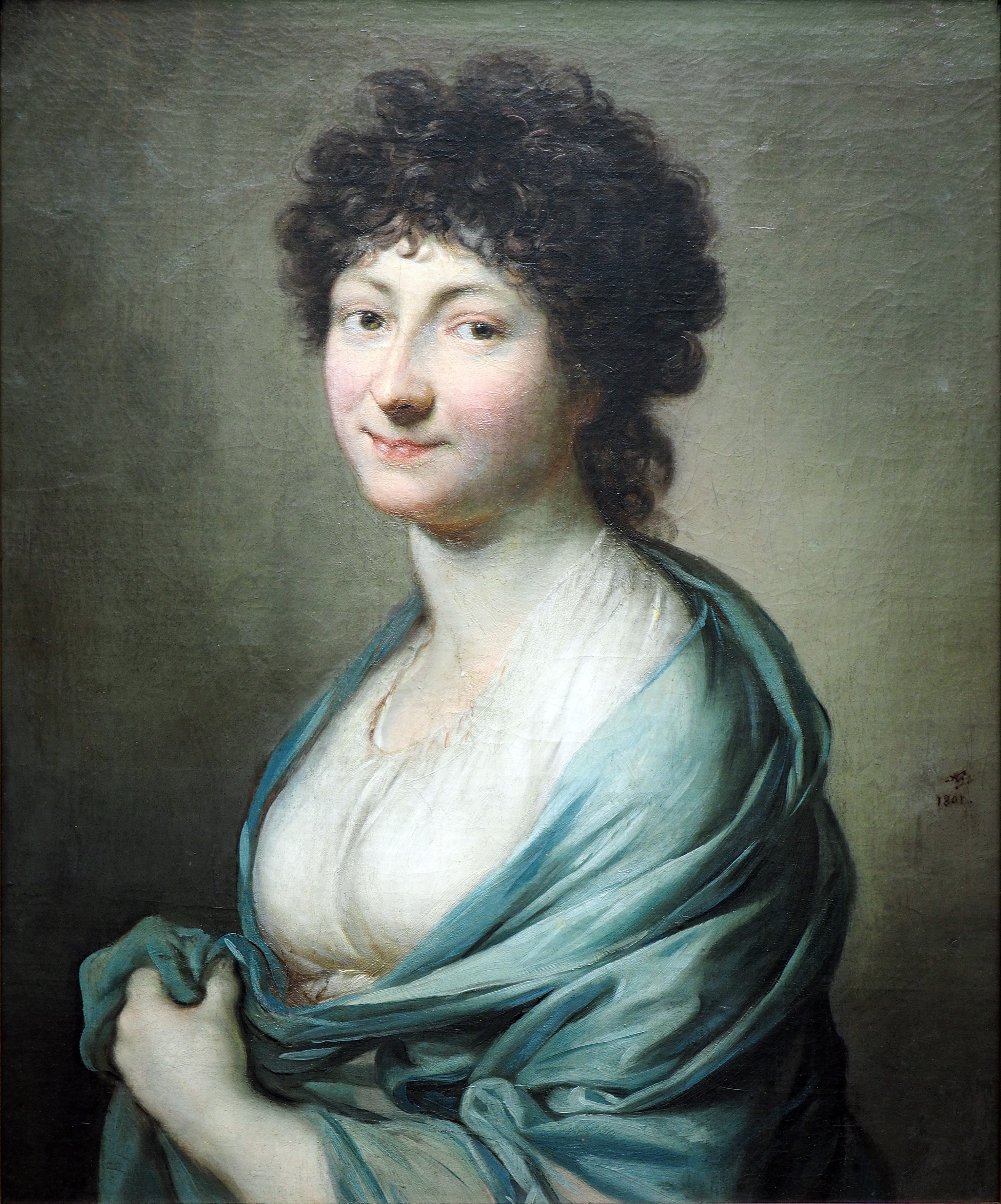
Tochter Caroline Susanne, 1801, ab 1805 Ehefrau des Malers Karl Ludwig Kaaz

### Ehefrau und Kinder
Durch Vermittlung von Philipp Erasmus Reich, der für seinen Freund Anton Graff die Rolle des Freiwerbers einnahm, heiratete Graff Elisabetha Sophie Augusta Sulzer, genannt Guste, Tochter von Johann Georg Sulzer an dessen 51. Geburtstag am 16. Oktober 1771. Für Graff war es ein Leichtes, die Einwilligung des Vaters zur Heirat zu erhalten. So soll Sulzer selbst über Graff gesagt haben, „dass er an Graff ein Gemüth fand, dass so rein und so hell war, als der schönste Frühlingstag.“ Dass zu Beginn der Ehe das Zusammenleben für die junge Ehefrau mit dem um 17 Jahre älteren Ehemann nicht immer einfach war, belegen verschiedene Briefe zwischen Anton Graff und Sulzer, der ihm immer wohlgesinnt war und ihn wie einen Sohn behandelte.
Graff und seine Ehefrau hatten fünf Kinder, drei Töchter und zwei Söhne. Johanna Catharina Henrietta (* 16. November 1772) starb bald nach der Geburt. Eine weitere Tochter wurde vor dem 3. April 1779 geboren und starb, die dritte Tochter Caroline Susanne (* 15. September 1781) heiratete den Maler und Graff-Schüler Karl Ludwig Kaaz. Graffs Söhne waren der spätere Landschaftsmaler Carl Anton (* 1. Januar 1774; † 9. März 1832, Taufpate war Adrian Zingg) und der spätere Gerichtsreferendar Georg (* Januar 1777, † Juli 1801).
Anton und Guste Graff (* 7. Dezember 1753 in Berlin, † 26. April 1812) waren über 40 Jahre lang verheiratet. In dieser Zeit porträtierte Graff seine Ehefrau sowie die weiteren Familienmitglieder immer wieder. Ende 1812 schrieb er an einen Freund in der Schweiz, dem er zuvor einige Gemälde hatte zukommen lassen: „Ich wollte ich hätte die Bilder selber gebracht, so wäre ich bey Ihnen, wo ich jetzt so gerne wäre, da sich die guten Zeiten für mich hier zu Land verloren. Ich glaube auch, dass ich weniger über den Verlust meiner Frau leiden würde, als ich hier leide. Behalt ich Leben und Gesundheit, so ist vielleicht auf dieser kurzen Laufbahn noch ein Viertelstündchen für mich zu Winterthur aufgehoben (…)“
Am 20./21. Mai 1813 ereignete sich die Schlacht bei Bautzen. Danach wurden über 17.000 Verletzte in Dresden untergebracht, teils in Bürgerhäusern, da die Spitäler nicht ausreichten. Graff verließ deshalb seine Wohnung und zog zu seiner Tochter Caroline Susanne. Von dort wollte er die von den Franzosen bedrängte Stadt in Richtung Schweiz verlassen. Graff, der 1803 wegen eines Grauen Stars operiert worden war, und nun fast blind war und beim Malen eine Lupe verwendete, wollte seinen Lebensabend in Winterthur verbringen. Noch im letzten Lebensmonat berichtete er einem Schweizer Freund über die Lage im von den Truppen Napoleon Napoleons besetzten Dresden:

„Von mir haben Sie ungefähr seit sechs Monathen nichts hören können, weil man nicht schreiben noch reisen konnte. Unsere Lage hier ist traurig, unaufhörlich Einquartierungen, Unruhe und Angst, mit Gefahr alles zu verlieren. Seit einem Jahre, mein lieber Freund, bin ich kein glücklicher alter Mann; wenn ich eine Möglichkeit sehen könnte, selbst nach der Schweiz zu kommen, so würde ich es noch in meinem Alter wagen, lange kann ich doch nicht mehr in diesen unruhigen Zeiten leben; ruhiger, glaube ich, ist es doch bey Ihnen als hier; der Himmel verhüte nur, dass sich das Kriegstheater nicht noch in Ihre Gegend ziehen möge!“

### Tod
Anton Graff starb nur kurze Zeit nach dem Umzug zu seiner Tochter am 22. Juni 1813. Seine beiden Kinder gaben das Ableben ihres Vaters mit folgender Anzeige in der Leipziger Zeitung bekannt:

„Am 22. Juni Abends gegen 8 Uhr verschied unser innigst geliebter Vater, Anton Graff, Professor bei der königl. Sächs. Maleracademie, nach 12tägiger Krankheit am Nervenfieber, 76 Jahr 7 Monate alt. Dieses für uns so traurige Ereigniss machen wir hierdurch allen auswärtigen Freunden und Bekannten des Verstorbenen unter Verbittung aller Beileidsbezeugungen bekannt und empfehlen uns ihrer Wohlgewogenheit. Dresden, den 24. Juni 1813. Carl Anton Graff, Caroline verw. Kaaz, geb. Graff“

Ulrich Hegner berichtete über Graffs Trauerzug: „Ein zahlreiches Gefolge von Professoren und Schülern begleitete ihn zum Grabe auf dem böhmischen Kirchhofe vor dem Pirnaischen Thore.“ Bei der Beerdigung wurden weder eine Hymne gespielt noch gab es eine Trauerrede. Lediglich die Zeitung Der Freimüthige von 1813 verkündete den Tod von Anton Graff: „Dresden hat in diesen Tagen den Veteran der Dresdener Künstler, den wackeren Portraitmaler Professor Graff, einen Schweizer, in einem hohen Alter verloren.“ Von der Kunstakademie Dresden wurden 1813 wegen der Kriegswirren keine Akten geführt. Jedoch findet sich in einem Besoldungsreglement von 1814 hinter dem Namen von Graff der einfache Zusatz: „Ist verstorben.“
Anton Graff pflegte sein Vermögen von seinen Verwandten in Winterthur verwalten zu lassen. Diese verliehen in seinem Auftrag dessen Geld gegen entsprechende Zinsen in der Schweiz. Schon 1790 verwaltete sein jüngerer Bruder Hans Rudolf die Summe von 13.522 fl. 29 kr., Ende 1800 sein Vetter Jacob Rieter die Summe von 17.946 fl. 36 kr. für Anton Graff. Als er 1813 starb, hinterließ er seinen beiden überlebenden Kindern ein Vermögen von 40.000 Talern, was etwa 2.5 Millionen Schweizer Franken entspricht (Stand 2013). Graff war zwar sparsam, vor allem gegenüber sich selbst, jedoch keineswegs geizig. Viele jüngere Künstler, die seine Gastfreundschaft genossen und von ihm gefördert wurden, unter ihnen Louise Seidler, berichteten von Graffs Güte und Großzügigkeit ihnen gegenüber.

### Anton Graffs Nachfahren
Anton Graffs Grab ist nicht erhalten, der Friedhof wurde 1858 aufgehoben. Seine beiden Söhne, der Gerichtsreferendar Georg Graff (1777–1801) und der Landschaftsmaler Carl Anton Graff, waren nie verheiratet und hatten keine Kinder. Nach dem Tod seines Schwagers Karl Ludwig Kaaz 1810 nahm sich Carl Anton Graff in väterlicher Weise der beiden unmündigen Töchter seiner Schwester Caroline Susanne an. Eine dieser beiden Enkelinnen starb Jahre später im Dresdner Altweiberhospital. Anton Graff hatte durch seine acht Geschwister eine große Verwandtschaft in der Schweiz.

## Künstlerischer Nachlass

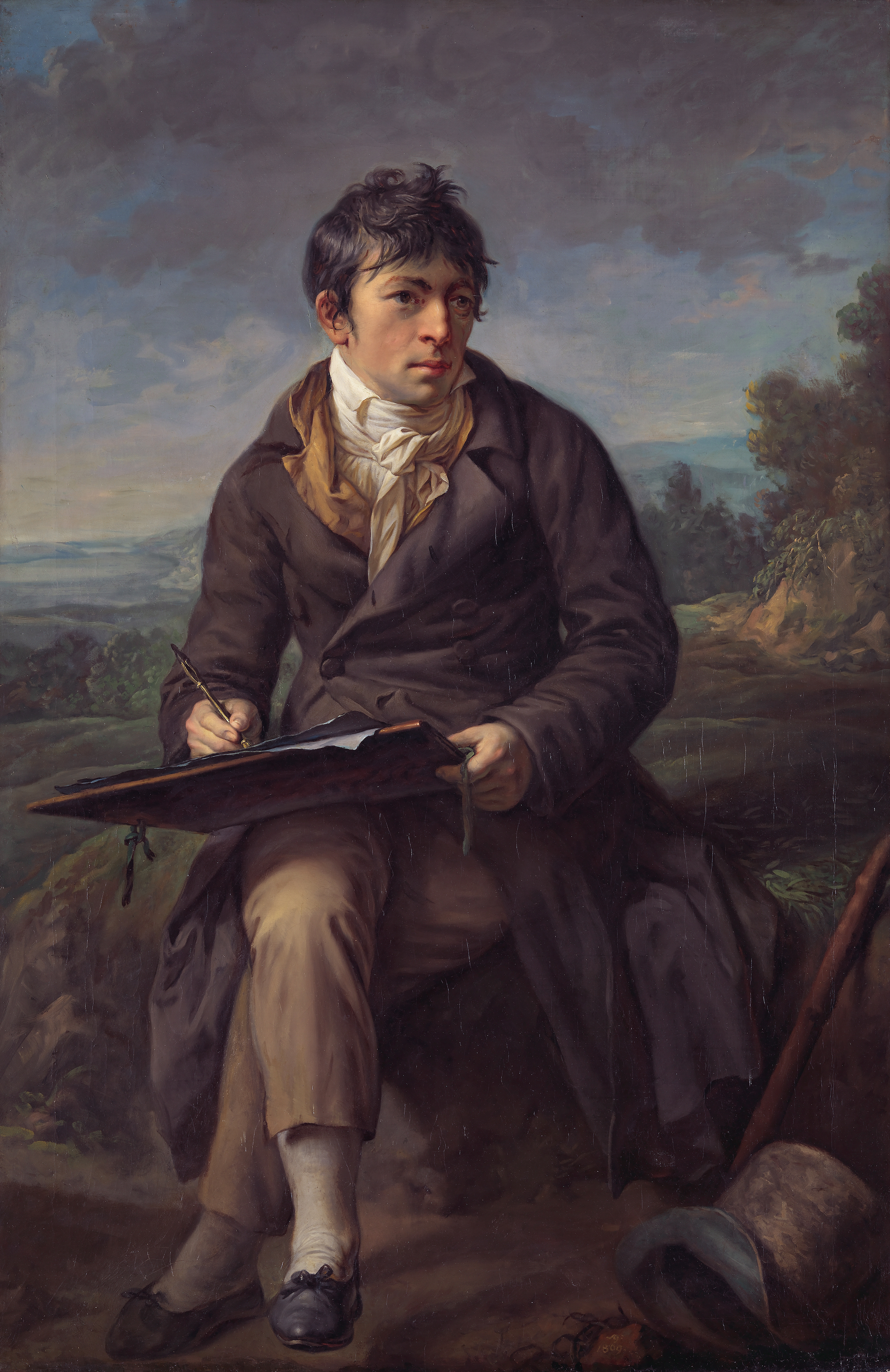
Carl Anton Graff (1809), porträtiert von seinem Vater Anton Graff

Anton Graff schuf etwa 2000 Gemälde und Zeichnungen. Ein Großteil seines Werks blieb erhalten. Er unterhielt keine Werkstatt, jedoch ist davon auszugehen, dass bei der Schaffung von Repliken zum Teil Graffs Schüler mitarbeiteten.
Ulrich Hegner veröffentlichte 1815 im XI. Neujahrsstück der Zürcher Künstler-Gesellschaft Details zu dessen Lebens- und Schaffensweg. Danach soll Graff „ein großes [leider verschollenes] Buch“ geführt haben, „worin er von Anfang an alle seine Arbeiten, mit den Namen der abgebildeten Personen und den Preisen aufzeichnete. In demselben finden sich von 1756 bis 1766 in Augspurg, Regenspurg, etc. gemalte Porträte 297; Originalgemälde von 1766 bis Januar 1813 in Dresden etc. 943, Copien 415, zusammen 1655 gemalte Bilder. Dazu kommen noch von oben erwähnten Zeichnungen mit Silberstift 322.“ Nicht aufgeführt von Hegner sind die mit Kreide gezeichneten Bildentwürfe und Studien, welche mehrere hundert Stück umfassen dürften.
Carl Anton Graffs Nachlass wurde 1832 in einer Auktion in Dresden versteigert. Gemäß dem Auktionskatalog waren darunter zahlreiche Werke seines Vaters, u. a. Porträts von Familienmitgliedern.
Anton Graffs eigene kurze, um 1778 verfasste Autobiographie, die angeblich von seinem Sohn Carl Anton Graff abgeschrieben wurde, befand sich bis 1884 im Besitz von Karl Constantin Kraukling (1792–1873) in Dresden. Der weitere Verbleib ist unbekannt. Der Wortlaut der Autobiographie ist jedoch überliefert.

## Repliken  und Kopien

### Repliken und eigene Kopien

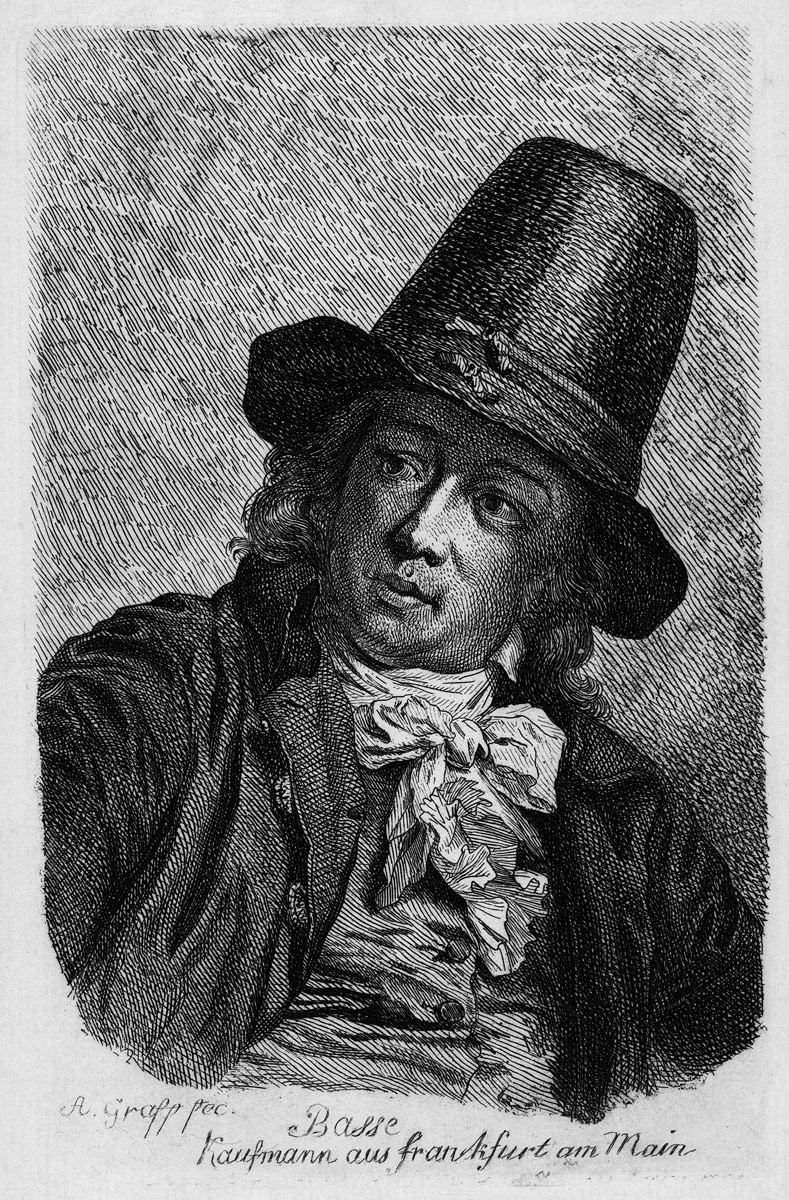
Detmar Basse (um 1792). Kupferstich nach einer der seltenen Radierungen von Anton Graff. Er fertigte die Radierung nach seinem 1792 geschaffenen Porträt von Basse. Dieser verdankte ihm das Porträt mit einem Gedicht.

Anton Graff fertigte von einzelnen seiner Werke selbst Repliken an, welche im Vergleich zu der Erstfassung eines Porträts sowie untereinander in der Qualität variieren können. Zum Teil weisen sie in untergeordneten Details Veränderungen auf. Auch können sie im Vergleich mit der Erstfassung einen etwas flachen und flauen Eindruck machen. Bei der Anfertigung von Graffs Repliken ist davon auszugehen, dass zum Teil dessen Schüler mitgearbeitet haben.
Neben seinen eigenen Werken kopierte Graff gern Werke anderer Maler, mit Vorliebe in der Dresdner Gemäldegalerie. Wie aus einem Brief Graffs vom 3. März 1797 an den Landschreiber Ulrich Hegner hervorgeht, verstand er die Anfertigung von Kopien eher als Übung oder Einnahmequelle denn als eigenständiges Werk: „(…) Ihr Portrait habe ich nicht copirt, theils aus Mangel der Zeit, und theils weil es immer Copie bleibt und ein Original den Vorzug behält (…)“
Graff war der bevorzugte Porträtist der deutschen, russischen, polnischen und baltischen Aristokratie. Seine berühmtesten Auftraggeber aus diesen Kreisen waren Friedrich der Große von Preußen und Katharina die Große von Russland, für die er 1796 zahlreiche Bilder der Dresdner Gemäldegalerie kopierte, unter anderem Werke von Pompeo Batoni, Carlo Cignani, Antonio da Correggio, Anthonis van Dyck, Raffael und Peter Paul Rubens. Die Kaiserin erwirkte gar durch ihren Gesandten, dass Graff in Originalgröße kopieren durfte, was sonst in Dresden untersagt war. Zum Zeichen der Wertschätzung seiner Arbeit erhielt Graff von der Kaiserin, neben dem vereinbarten Lohn, auch eine 70 Dukaten schwere goldene Medaille.

### Kopisten
Die Porträts von Königen und Fürsten sowie von Gelehrten, Dichtern, Künstlern und weiteren berühmten Persönlichkeiten wurden bereits zu Graffs Lebzeiten von anderen Malern kopiert. Zu den bekanntesten Graff-Kopisten gehörten Carl Focke, Ernst Gottlob und Johann Friedrich Wilhelm Ferdinand Collmann. Verschiedene dieser Kopien hängen noch heute im Gleimhaus in Halberstadt. Weitere Graff-Kopisten waren Heinrich Freudweiler, Johann Friedrich Moritz Schreyer, Wilhelm Gottfried Bauer, Gottlieb Schiffner, Johann Christian Xeller sowie der ebenfalls aus Winterthur stammende Thomas Löw. Auch Friedrich Georg Weitsch kopierte Graffsche Porträts. Weitsch porträtierte Graff zudem zweimal. Die Damen Lisette Hainchelin, eine Schülerin von Daniel Chodowiecki, und Johanna Wahlstab kopierten Gemälde von Graff in Pastell. Beide stellten ihre nach Graff gefertigten Pastellkopien 1788 auf der Ausstellung der Akademie der Künste Berlin aus.

### Zeitgenössische Reproduktionen
Über 130 Kupferstecher, Schabkünstler und Lithographen reproduzierten und verbreiteten Graffs Werke in zahlreichen Stichen. Vor allem Bauses über 40 meisterliche Kupferstiche sowie die Radierungen von Daniel Berger und Christian Gottlieb Geyser trugen viel zu Anton Graffs Ruhm bei.
Auch Anton Graff selbst radierte in Kupfer. Nachweisbar sind ein Selbstporträt, ein Porträt seines Schwiegervaters Johann Georg Sulzer sowie das Porträt des Kaufmanns Detmar Basse. Bei Graffs Radierungen unterschied man drei verschiedene Abdruckgattungen bzw. Zustände: vor aller Schrift, vor dem Namen und mit dem Namen des Dargestellten. Dazu kamen noch Einfälle.

## Graffs Schüler

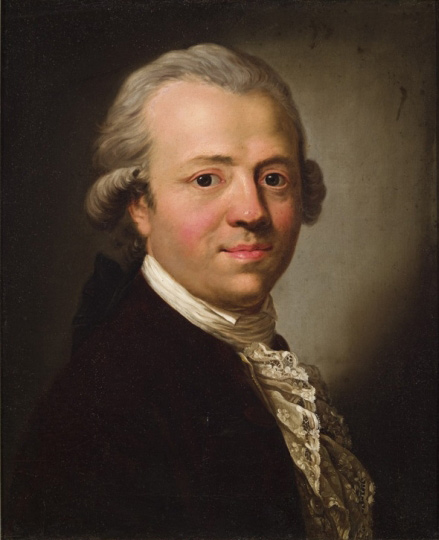
Friedrich Nicolai, Kopie von Ferdinand Collmann (1790) nach dem Gemälde von Anton Graff (1783)

Anton Graff sagte von sich selbst, dass er nicht die Gabe habe Schüler auszubilden. Es fehlte ihm an der Geduld, den Schülern stets Rede und Antwort zu stehen. Dennoch erteilte er einigen Schülern, meist auf Empfehlung von Kollegen, Privatunterricht, wenn er sie denn für begabt hielt. Graff war der Meinung, dass man das Talent zum Maler entweder habe und dies durch nur recht fleißiges und häufiges Malen verbessern und perfektionieren könne oder dass man eben kein Talent habe.
Als bedeutendster Schüler von Graff gilt Philipp Otto Runge, der 1801 auf Empfehlung von Jens Juel nach Dresden kam. Graff und seine Familie nahmen Runge wie einen Sohn auf und förderten ihn. Weitere Schüler waren Georg Friedrich Adolph Schöner, Emma Körner, Karl Ludwig Kaaz, Carl Focke, Ernst Gottlob, David Angermann und Johann Friedrich Wilhelm Ferdinand Collmann. Zudem weilten ab Mai 1784 die aus Zürich stammenden Freunde Heinrich Freudweiler (1755–1795) und der Sohn von Salomon Gessner, Conrad Gessner (1764–1826), zwecks Weiterbildung bei Anton Graff und Adrian Zingg in Dresden. Conrad Gessner machte sich später als Pferde- und Schlachtenmaler einen Namen. Heinrich Freudweiler wurde Landschaftsmaler und malte auch Genrestücke.
Von 1796 bis 1798 war der aus Graffs Heimatstadt Winterthur stammende angehende Landschaftsmaler und Radierer Emanuel Steiner (1778–1831) Graffs Schüler. Graffs Sohn Carl Anton freundete sich mit Emanuel Steiner an. Am 27. Juni 1801 traten die beiden gemeinsam eine Studienreise an. Diese führte sie über die Schweiz und Mailand nach Rom. Carl Anton Graff blieb bis Ende 1807 in Rom. Vater und Sohn führten während dieser Zeit einen regen Briefwechsel. Zudem schickte Carl Anton seinem Vater immer wieder seine Arbeiten zur Begutachtung. Denn auch Carl Anton, der sich nicht wie sein Vater der Porträtkunst, sondern der Landschaftsmalerei widmete, hatte die handwerklichen Grundbegriffe bei seinem Vater gelernt. Nach Meinung von Ludwig Richter aber auch nicht mehr als dies – Richter bemerkte sarkastisch, dass der junge Graff nichts von seines Vaters Talent geerbt habe.

## Rezeption

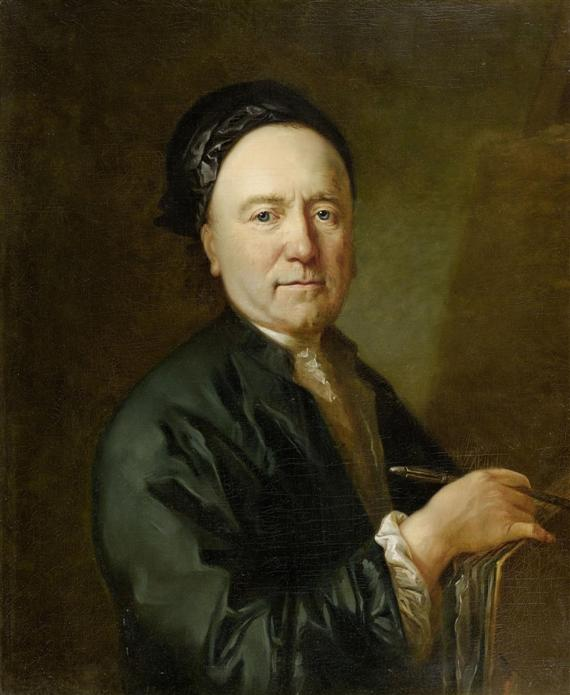
Johann Caspar Füessli (1765)

Schon 1768 hielt Johann Heinrich Heidegger (1738–1823), der Schwager von Salomon Gessner, einzelne Stationen von Anton Graffs bisherigem Leben und Wirken schriftlich fest.
Zwei Jahre später veröffentlichte Johann Caspar Füessli seine fünfteilige Serie Geschichte der besten Künstler in der Schweiz nebst ihren Bildnissen. Im dritten Band berichtete er erstmals ausführlich und auf Gesprächen mit Anton Graff beruhend über das bisherige Leben und Wirken des bereits berühmten Hofmalers in Dresden und schloss seinen Bericht mit den Worten:

„(…) Und wie viel hat die Kunst noch von ihm zu erwarten! Denn er ist nicht mit dem erlangten Ruhm zufrieden. Je mehr er einsehen lernt, was zur Vollkommenheit der Kunst gehört, desto mehr glaubt er sich verpflichtet, seinen Fleiss und Nachdenken zu verdoppeln, seine Kenntnisse nach der Natur und den erhabenen Mustern der Dresdner-Gallerie zu erweitern, und durch solche edle Bemühungen seine Vorzüge zu vergrössern, und sich dereinst eine Stelle neben den grössten Bildnismahlern zu verdienen.“

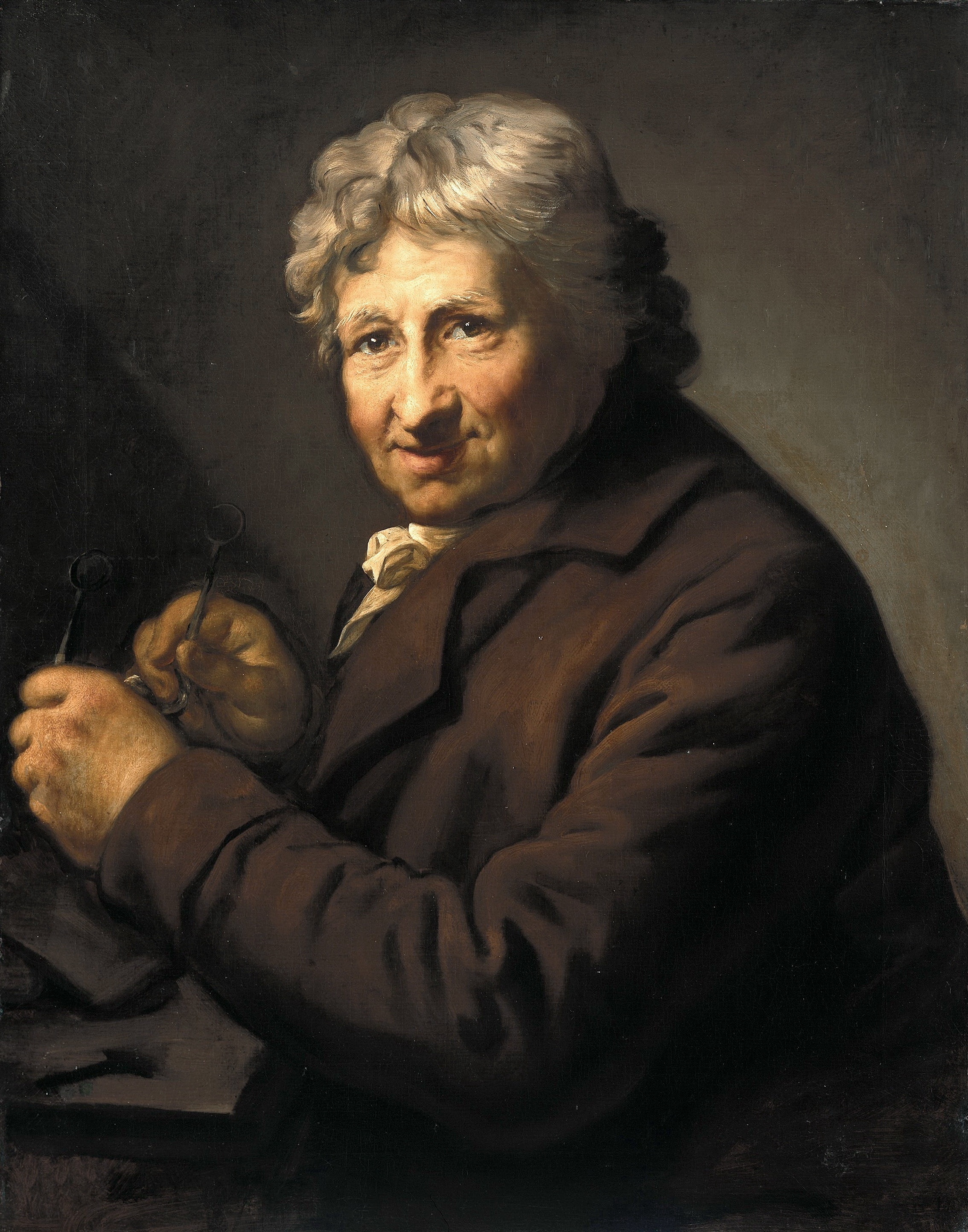
Daniel Chodowiecki (1800). Ein Freund und Geschäftspartner von Anton Graff. Auf der Tischkante links liegt ein Grabstichel. Nach dem Tod von Chodowiecki erhielt Graff das Porträt im Dezember 1801 zurück, wohl um davon Repliken anzufertigen. Graff erstellte mindestens eine Replik, wo jedoch der Grabstichel im Bild fehlt.

Auch Generaldirektor Hagedorn war mit Anton Graff sehr zufrieden. Er berichtete Johann Georg Wille 1768 voller Stolz von den Leistungen seines Schützlings in einem Brief. Wille antwortete an Hagedorn: „Ich habe ein ungemeines Vergnügen, dass Sie an Herrn Graff einen großen Portraitmaler besitzen. Herr Bause hat mir letzthin ein kleines Portraitchen gesandt, welches er nach Herrn Graff gegraben hat, aus welchem ich sehen kann, dass seine Köpfe voller Weisheit sein müssen, welche sich auf einer festen Zeichnung und sichern Anwendung der Farbe gründet. Ich überdenke dieses Alles und mehreres mit Lust, weil ich muthmaße, dass große Portraitmaler heutzutage eine rare Sache in Deutschland sein müssen. Die Kunst dabei ist die Natur auf der That zu ertappen. Nur ein genauer Beobachter kann sich diese Kunst geläufig machen. Ich glaube, dass Herr Graff dieser Beobachtung sehr fähig sei. Ich muss diesen Künstler lieben, ….“
Wie sehr Anton Graff als Porträtist gefragt war, geht aus einem Brief von Daniel Chodowiecki hervor. Am 27. Oktober 1784 schrieb er an Graff in Dresden: „Unsere Berliner thun wohl, wenn sie sich bei Ihnen malen lassen, denn jetzt ist Berlin von guten Porträtmalern sehr entblößt. Es ist niemand mehr als Frisch, der etwas Erträgliches malt und er malt sehr langsam.“ Und in seinem Brief vom 6. Januar 1785 an Christiane von Solms-Laubach bezeichnete Daniel Chodowiecki Anton Graff als den „größten Portrait Mahler dieses Jahrhunderts – es ist eine unbeschreibliche Wahrheit in (…) seinen Bildern“.
Graff gilt für die Nachwelt als bedeutendster deutschsprachiger Porträtist des Klassizismus, „dessen Pinsel“, nach den Worten von Johann Christian Hasche, „in der Zauberei der Farbenmischung Geist und Seele beweißt“. Weiter urteilte Hasche über Graffs Kunst:

„(…) Indeß ist immer jedes Bild von Graff so schön, daß es alles was Portrait heißt, gänzlich niederwirft; denn wem ist er nicht als unser erster Portraitmahler in Deutschland bekannt?“

Fast hundert Jahre später bemerkte Carl Clauß:

„Am abgestorbenen Baum der bildenden Kunst jener Zeit war das Porträtfach der einzige Zweig, der noch grüne, lebenskräftige Sprossen trieb; unter den guten Malern, die jenes Fach damals besaß, war Graff der beste.“

## Ehrungen
Anton Graff wurde am 8. Mai 1783 Ehrenmitglied der Akademie der Künste Berlin, im Frühling 1812 Ehrenmitglied der Akademie der bildenden Künste Wien und im Herbst 1812 Ehrenmitglied der Akademie der Bildenden Künste München. Zu den späten Ehrungen von 1812 schrieb Anton Graff Ende desselben Jahres in einem Brief: „Es kömmt nun zu spät, meine Künstlerlaufbahn ist abgelaufen (…)“
Im Herbst 1901 wurde an Anton Graffs Geburtshaus an der Untertorgasse 8 in Winterthur eine Gedenktafel angebracht. Später wurde das Haus durch einen Neubau ersetzt. Zu Ehren ihres berühmten Bürgers benannte die Berufsbildungsschule Winterthur (BBW) eines ihrer Schulhäuser nach Anton Graff.
Anlässlich ihrer Generalversammlung von 1910 in Winterthur gab die Schweizerische Numismatische Gesellschaft eine Medaille beim deutschen Medailleur Franz Homberg (1851–1922) zu Ehren von Anton Graff in Auftrag. Die Medaille mit einem Durchmesser von 27,5 Millimeter zeigt auf der einen Seite Graffs Kopf im Profil, wohl nach Vorlage einer seiner eigenen Silberstiftzeichnungen von 1788, und auf der anderen Seite das Wappen der Stadt Winterthur. Die Medaille wurde in Silber, Bronze und Weißmetall herausgegeben. Es existieren einige äußerst seltene Exemplare in Bronze, welche nur einseitig mit dem Kopf von Graff geprägt wurden; die andere Seite ist glatt poliert.
In Winterthur sowie im Dresdner Stadtteil Striesen und in Leipzig ist je eine Straße nach Anton Graff benannt, einen „Graffweg“ gibt es in Dortmund, Essen und Magdeburg. Im Norden des Berliner Stadtteils Mahlsdorf entstand zu Beginn des 20. Jahrhunderts der Graffplatz aus dem Hansaplatz und der Straße 118a.

## Ausstellungen (postum)
Im Herbst 1901 wurde in Winterthur die erste Ausstellung mit 136 Gemälden und zahlreichen Pastellbildern, Radierungen, Zeichnungen, Kupferstichen und Photographien mit Werken von Graff gezeigt.
Die Nationalgalerie in Berlin führte 1906 die Jahrhundertausstellung deutscher Kunst durch. In deren Rahmen wurden Werke von Anton Graff präsentiert. Für einige Aufmerksamkeit sorgten dabei die aus dem Besitz der Familie Parthey präsentierten vier Landschaftsbilder des in der breiten Öffentlichkeit nur als Porträtist bekannten Graff. Diese waren im Katalog als geschlossener Zyklus mit Beschreibung abgebildet. Nachdem sie sich seit 1923 in der Bienert-Villa in Dresden-Plauen befunden hatten, schenkte sie Ida Bienert 1935 der Gemäldegalerie Alte Meister in Dresden.
Eine weitere bedeutende Gedächtnisausstellung für Anton Graff führte die Galerie Eduard Schulte in Berlin von Januar bis Februar 1910 durch. Daran schloss sich jene in der Galerie Ernst Arnold in Dresden an. Ebenfalls 1910 gab die Photographische Gesellschaft Berlin unter dem Titel 25 Meisterbildnisse eine Graff-Mappe heraus. Von Anfang Oktober bis Ende November 1913 ermöglichte der Sächsische Kunstverein anlässlich der 100. Todestages von Graff in der Kunsthalle im Lipsius-Bau an der Brühlschen Terrasse die zahlenmäßig umfangreichste Ausstellung von Gemälden und Zeichnungen des erfolgreichen Meisters. Sie wurde dank vieler kostbaren Leihgaben aus Privatbesitz „zu einem geschichtlichen Dokument besonderer Art“, wie es im Katalog hieß.

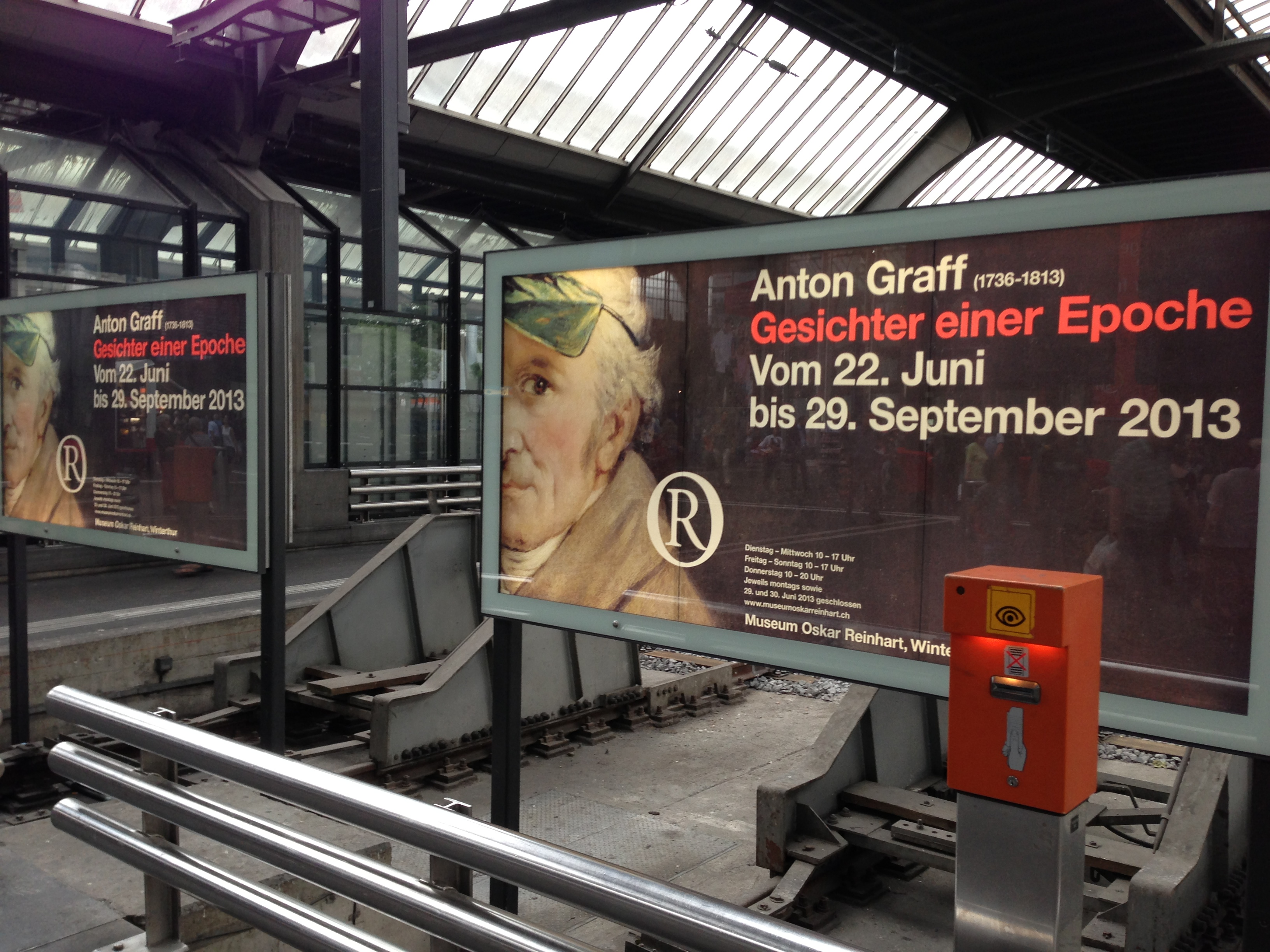
Ausstellungsplakate im Hauptbahnhof Zürich zur Ausstellung Anton Graff: Gesichter einer Epoche im Museum Oskar Reinhart in Winterthur 2013

Zu Graffs 200. Geburtstag folgten 1936 weitere bedeutende Ausstellungen des Kunstvereins Winterthur, der Dresdner Kunstsammlungen sowie 1937 des Schlesischen Museums der bildenden Künste in Breslau.
Im Jahre 1963 beging die Nationalgalerie in Berlin Graffs 150. Todestag mit einer großen Ausstellung. Enger gefasst, auf Graffs Beziehung zu Dresden und vor allem seinen dortigen Zeitgenossen eingehend, bot die Graff-Ausstellung der Dresdner Gemäldegalerie im Schloss Pillnitz 1964 eine weitere wichtige Ergänzung des Bildes von dem Menschen, Künstler und Schilderer bedeutender Persönlichkeiten Anton Graff.
Der 200. Todestags Graff wurde sowohl in Winterthur als auch in Berlin mit einer umfassenden Ausstellung gewürdigt. In Winterthur wurde vom 22. Juni 2013, dem 200. Todestag Graffs, bis zum 29. September 2013 die Ausstellung Anton Graff: Gesichter einer Epoche mit rund 60 Werken im Museum Oskar Reinhart gezeigt, die dessen Direktor Marc Fehlmann in Zusammenarbeit mit Birgit Verwiebe, Kuratorin an der Alten Nationalgalerie in Berlin, geplant hatte. In erweiterter Form war die gleichnamige Schau vom 25. Oktober 2013 bis zum 23. Februar 2014 in der Alten Nationalgalerie in Berlin als größte Ausstellung zum Werk von Anton Graff seit 50 Jahren zu sehen und zog insgesamt rund 80.000 Besucher an.
Vom 12. April bis 14. Juli 2019 wurde in der Ausstellung Hamburger Schule – Das 19. Jahrhundert neu entdeckt der Hamburger Kunsthalle Graffs Porträt des Friedrich Johann Lorenz Meyer (Öl auf Leinwand, um 1790) gezeigt.

## Werke in öffentlichen und privaten Kunstsammlungen
Viele der durch Anton Graff geschaffenen Porträts befinden sich heute in Museen und Privatsammlungen, vorwiegend in Deutschland und der Schweiz.
→ Liste der Werke von Anton Graff

## Literatur

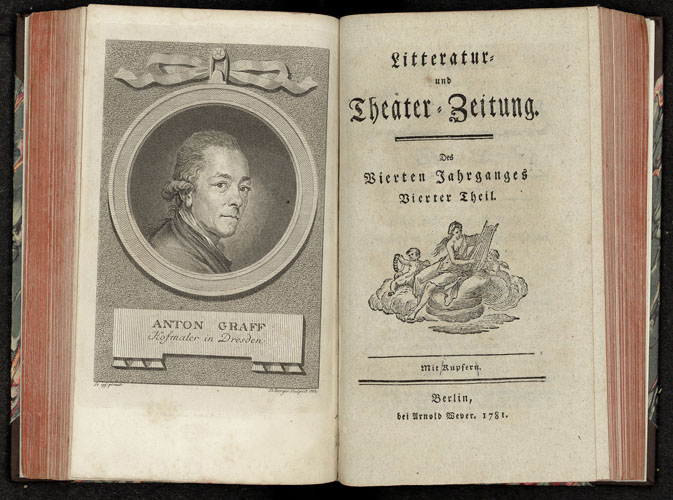
Kupferstich von Daniel Berger nach einem 1781 entstandenen Selbstporträt von Anton Graff. Abgebildet in der Literatur und Theater Zeitung. Publiziert bei Arnold Weber, Berlin 1781